# WandaVision
WandaVision – amerykański superbohaterski serial dramatyczny z 2021 roku na podstawie komiksów o postaciach Wandy Maximoff i Visiona wydawnictwa Marvel Comics. Twórcą serialu była Jac Schaeffer, która odpowiadała za scenariusz; reżyserią zajął się Matt Shakman. Tytułowe role zagrali Elizabeth Olsen i Paul Bettany, a obok nich w rolach głównych wystąpili: Debra Jo Rupp, Fred Melamed, Teyonah Parris, Evan Peters, Randall Park, Kat Dennings i Kathryn Hahn.
Po wydarzeniach z Avengers: Koniec gry, Wanda Maximoff i Vision prowadzą idealne życie w miasteczku Westview, ale po pewnym czasie odkrywają, że rzeczy nie są takie, na jakie wyglądają.
WandaVision jest częścią franczyzy Filmowego Uniwersum Marvela; należy do IV Fazy tego uniwersum i stanowi część jej drugiego rozdziału zatytułowanego The Multiverse Saga. Zapowiedziane zostały również dwa spin-offy serialu, To zawsze Agatha z Kathryn Hahn w tytułowej roli oraz Vision Quest z Bettanym w roli białego Visiona. Serial WandaVision zadebiutował 15 stycznia 2021 roku w serwisie Disney+. Ostatni, dziewiąty odcinek pojawił się 5 marca. W Polsce cały serial udostępniony został 14 czerwca 2022 roku. Produkcja otrzymała pozytywne oceny od krytyków, a ponadto wiele nagród i nominacji, w tym 23 nominacje do Nagród Emmy.

## Obsada

### Główna
- Elizabeth Olsen jako Wanda Maximoff / Szkarłatna Wiedźma, Avenger potrafiąca posługiwać się magią chaosu i posiadająca umiejętności hipnozy i telekinezy. Pochodzi z Sokowii, kraju położonego we wschodniej Europie[3]. Michaela Russell zagrała Wandę jako dziecko[4].
- Paul Bettany jako Vision, były Avenger i android, powstały przy użyciu sztucznej inteligencji J.A.R.V.I.S.-a i Kamienia Umysłu. Został zabity przez Thanosa w Avengers: Wojna bez granic. Bettany zagrał zarówno Visiona utworzonego z magii Wandy, jak i oryginalnego, odtworzonego przez M.I.E.C.Z., białego Visiona[3][5].
- Debra Jo Rupp jako Sharon Davis, obsadzona przez Wandę w roli pani Hart, sąsiadki Wandy i Visiona oraz żony szefa Visiona[6][7][8].
- Fred Melamed jako Todd Davis, mieszkaniec New Jersey odgrywający Arthura Harta, mieszkańca Westview i szefa Visiona[6][7][8].
- Teyonah Parris jako Monica Rambeau, córka Marii Rambeau, agentka M.I.E.C.Z.-a, która odgrywa mieszkankę Westview o imieniu Geraldine[3][9][7].
- Evan Peters jako Ralph Bohner, który pod wpływem magii Agathy Harkness odgrywa zmarłego brata bliźniaka Wandy, Pietro. Prawdziwego Pietro we wcześniejszych filmach zagrał Aaron Taylor-Johnson, natomiast Peters wystąpił jako Peter Maximoff w serii filmów X-Men[10][11].
- Randall Park jako Jimmy Woo, agent FBI współpracujący z M.I.E.C.Z.-em[12].
- Kat Dennings jako Darcy Lewis, astrofizyk i była asystentka Jane Foster, zatrudniona przez M.I.E.C.Z. jako jeden z konsultantów[12].
- Kathryn Hahn jako Agatha Harkness, czarownica podszywająca się pod wścibską sąsiadkę Wandy i Visiona o imieniu Agnes[13][14].

### Drugoplanowa
| Polski dubbing |
| - Lidia Sadowa jako Wanda Maximoff / Szkarłatna Wiedźma - Grzegorz Kwiecień jako Vision - Maria Ciunelis jako Sharon Davis / „pani Hart” - Kajetan Wolniewicz jako Todd Davis / „Arthur Hart” - Zuzanna Saporznikow jako Monica Rembeau / „Geraldine” - Krzysztof Szczepaniak jako Ralph Bohner / „Pietro Maximoff” - Grzegorz Małecki jako Jimmy Woo - Angelika Kurowska jako Darcy Lewis - Agata Kulesza jako Agatha Harkness / „Agnes” - Mateusz Weber jako Abilash Tandon / „Norm” - Aleksandar Milićević jako Harold Proctor / „Phil Jones” - Sławomir Holland jako dostawca / „Denis” - Bartłomiej Nowosielski jako John Collins / „Herb” - Monika Kwiatkowska jako Sarah Proctor / „Dottie Jones” - Artur Żmijewski jako Tyler Hayward - Kosma Press jako Tommy Maximoff - Paweł Szymański jako Billy Maximoff |

- Asif Ali jako Abilash Tandon, który odgrywa Norma, mieszkańca Westview i kolegę z pracy Visiona[16][7][8].
- David Lengel jako Harold Proctor, który odgrywa Phila Jonesa, mieszkańca Westview i męża Dottie[7][8].
- Amos Glick jako dostawca, który odgrywa Dennisa, listonosza i kuriera w Westview[7].
- David Payton jako John Collins, który odgrywa Herba, mieszkańca Westview oraz sąsiada Wandy i Visiona[7][8].
- Emma Caulfield jako Sarah Proctor, żona Harolda, która odgrywa Dottie Jones, sąsiadkę Wandy i Visiona[7].
- Ithamar Enriquez i Victoria Blade jako mieszkańcy Westview, których Wanda obsadziła w reklamach[7].
- Josh Stamberg jako Tyler Hayward, pełniący obowiązki dyrektora M.I.E.C.Z.-a[9].
- Alan Heckner jako Monti, agent M.I.E.C.Z.-a, który został wchłonięty przez Wandę do Westview i odgrywa siłacza w cyrku[9].
- Selena Anduze jako Rodriguez, agentka M.I.E.C.Z.-a[9].
- Julian Hilliard jako Billy Maximoff, syn Wandy i Visiona. Baylen Bielitz zagrał 5-latka[10].
- Jett Klyne jako Tommy Maximoff, syn Wandy i Visiona. Gavin Borders zagrał 5-latka[10].

### Gościnna
- Jolene Purdy jako Isabel Matsueida, która odgrywa Beverly, sąsiadkę Wandy i Visiona[17][7][8].
- Zac Henry jako Franklin, agent M.I.E.C.Z.-a, który zostaje pszczelarzem w sitcomie Wandy[8].
- Randy Oglesby jako mieszkaniec Westview, który odgrywa doktora Stana Nielsona[18].
- Rose Blanco jako mieszkanka Westview, obsadzona w roli pani Nielsen, żony doktora[18].
- Wesley Kimmel i Sydney Thomas jako dzieci mieszkające w Westview, obsadzone w reklamie[18].
- Kate Forbes jako Evanora Harkness, matka Agathy i czarownica[19].
- Ilana Kohanchi jako Iryna Maximoff, matka Wandy i Pietro[19].
- Deniyar jako Olek Maximoff, ojciec Wandy i Pietro[19].
- Gabriel Gurevich jako Pietro Maximoff, brat Wandy jako dziecko[4].

## Emisja
Dwa pierwsze odcinki WandaVision, Nagrane przed publicznością na żywo (oryg. Filmed Before a Live Studio Audience) oraz Prosimy nie regulować odbiorników (oryg. Don’t Touch That Dial) zadebiutowały 15 stycznia 2021 roku w serwisie Disney+. Początkowo planowano wydać równocześnie trzeci odcinek, Teraz w kolorze (oryg. Now in Colour), jednak nie był on skończony w dniu premiery serialu. Całość składa się z 9 odcinków, a ostatni, zatytułowany Odcinek finałowy (oryg. The Series Finale), zadebiutował 5 marca tego samego roku. W Polsce cały serial pojawił się 14 czerwca 2022 roku, równocześnie z uruchomieniem Disney+.
Premiera serialu początkowo była zapowiedziana na wiosnę 2021 roku, a później przeniesiono ją na grudzień 2020. Ostatecznie wskutek pandemii COVID-19 została ona przesunięta ponownie – wyznaczono ją na początek 2021 roku.
WandaVision wydano na nośniku Blu-ray 28 listopada 2023 roku w Stanach Zjednoczonych przez Walt Disney Studios Home Entertainment.

## Lista odcinków
| Nr | Tytuł                                | Tytuł polski                        | Reżyseria    | Scenariusz                       | Premiera (Disney+) | Premiera w Polsce (Disney+) |
| --- | ------------------------------------ | ----------------------------------- | ------------ | -------------------------------- | ------------------ | --------------------------- |
| 1 | Filmed Before a Live Studio Audience | Nagrane przed publicznością na żywo | Matt Shakman | Jac Schaeffer                    | 15 stycznia 2021   | 14 czerwca 2022             |
| Nowożeńcy, Wanda Maximoff i Vision, wprowadzają się do miasteczka Westview w czarno-białej scenerii z lat 50. XX wieku. Pomimo że Vision jest androidem, a Maximoff posiada zdolność telekinezy i manipulacji rzeczywistością, próbują nie rzucać się w oczy. Pewnego dnia zauważają narysowane w kalendarzu serce, ale nie pamiętają dlaczego. Podczas gdy Vision idzie do pracy w Computational Services, Maximoff dochodzi do wniosku, że serce reprezentuje ich rocznicę. Ich sąsiadka, Agnes, przedstawia się Maximoff i pomaga jej przygotować się do świętowania. Vision zadziwia współpracowników szybkością działania, ale sam nie jest pewien, czym właściwie zajmuje się jego firma. Przypomina mu się, że serce w kalendarzu oznacza wizytę jego szefa Arthura Harta z małżonką na kolacji. Maximoff i Vision starają się ukryć swoje umiejętności podczas przygotowywanej na ostatnią chwilę kolacji. Podczas zadawania pytań Maximoff i Visionowi pan Hart dławi się jedzeniem, a Vision wykorzystuje swoje umiejętności, aby go uratować. Wszystko to dzieje się w fikcyjnym sitcomie WandaVision, który ktoś ogląda na telewizorze. W trakcie serialu WandaVision pojawia się fikcyjna reklama tostera „ToastMate 2000” produkowanego przez Stark Industries.                                        |                                      |                                     |              |                                  |                    |                             |
| 2 | Don’t Touch That Dial                | Prosimy nie regulować odbiorników   | Matt Shakman | Gretchen Enders                  | 15 stycznia 2021   | 14 czerwca 2022             |
| W czarno-białej scenerii lat 60. Maximoff i Vision słyszą dziwne dźwięki na zewnątrz swojego domu. Następnego dnia przygotowują swój magiczny występ na pokaz talentów w miasteczku. Maximoff i Agnes spędzają dzień z komitetem planowania pokazu pod przewodnictwem Dottie, a Vision uczestniczy w spotkaniu straży sąsiedzkiej, gdzie przypadkowo połyka gumę do żucia. Maximoff zaprzyjaźnia się z inną sąsiadką, Geraldine. W ciągu dnia zauważa różne dziwne rzeczy: żółto-czerwony zabawkowy helikopter w ich czarno-białym świecie; głos w radiu, który zdaje się do niej przemawiać i czerwoną plamę krwi. Dzięki gumie uwięzionej w jego wewnętrznych mechanizmach Vision wydaje się być odurzony na pokazie talentów i publicznie ujawnia swoje umiejętności. Maximoff używa własnych umiejętności, by wyglądało to jak proste magiczne sztuczki, a później naprawia Visiona, usuwając gumę. Po powrocie do domu u Maximoff pokazuje się wyraźna ciąża. Kiedy widzą dziwnego pszczelarza wyłaniającego się z włazu na ich ulicy, Maximoff resetuje ich rzeczywistość do momentu przed jego pojawieniem się. Sceneria zmienia się na lata 70. w pełnym kolorze. W trakcie serialu WandaVision pojawia się fikcyjna reklama zegarków marki „Strücker”.                                                      |                                      |                                     |              |                                  |                    |                             |
| 3 | Now in Colour                        | Teraz w kolorze                     | Matt Shakman | Megan McDonnell                  | 22 stycznia 2021   | 14 czerwca 2022             |
| W kolorowej scenerii lat 70. doktor Nielson, przed wyjazdem na urlop z żoną, informuje Maximoff i Visiona, że Wanda jest w czwartym miesiącu ciąży i wszystko jest w porządku. Vision odprowadzając Nielsona zauważa, że jego sąsiad Herb nieświadomie przecina ścianę muru. Maximoff i Vision przygotowują pokój dla dziecka zastanawiając się, jak je nazwać; przez ten czas ciąża Maximoff rozwija się do szóstego miesiąca. Kiedy zaczynają się skurcze, dzięki swoim zdolnościom nieświadomie zaczyna przesuwać rzeczy w domu i ostatecznie wyłącza zasilanie całego miasteczka. Na miejscu pojawia się Geraldine i pomaga Maximoff przy porodzie bliźniaków: Billy’ego i Tommy’ego. Vision przyłapuje Agnes i Herba na plotkowaniu na zewnątrz. Opowiadają mu o Geraldine, która właśnie przybyła do miasta i nie ma domu ani rodziny. Wewnątrz domu Maximoff przesłuchuje Geraldine po tym, jak ta ujawnia, że wie o śmierci jej brata Pietro z rąk Ultrona. Maximoff zauważa, że Geraldine nosi wisiorek z emblematem miecza. Kiedy Vision powraca, Geraldine nie ma już u nich w domu. Wyrzucona z miasteczka Geraldine przelatuje przez statyczną ścianę i zostaje otoczona przez agentów M.I.E.C.Z.-a. W trakcie serialu WandaVision pojawia się fikcyjna reklama płynu do kąpieli marki „Hydra”.         |                                      |                                     |              |                                  |                    |                             |
| 4 | We Interrupt This Program            | Przerywamy ten program              | Matt Shakman | Bobak Esfarjani, Megan McDonnell | 29 stycznia 2021   | 14 czerwca 2022             |
| Monica Rambeau, agentka M.I.E.C.Z.-a, powraca do życia po pięciu latach od wymazania połowy istnień wskutek działań Thanosa i dowiaduje się, że jej matka, Maria, zmarła na raka. Trzy tygodnie później Rambeau wraca do pracy i zostaje przydzielona przez pełniącego obowiązki dyrektora, Tylera Haywarda, do sprawy zaginięcia osób w Westview w stanie New Jersey prowadzonej przez agenta FBI, Jimmy’ego Woo. Odkrywają oni sześciokątne, statyczne pole CMB otaczające miasto, w które zostaje wciągnięta Rambeau. W ciągu 24 godzin M.I.E.C.Z. zakłada bazę wokół miasta i wysyła do niego drony oraz agenta do jego zbadania. Darcy Lewis zostaje poproszona o współpracę przy badaniu tego zjawiska, która zauważa, że z miasteczka nadawany jest sygnał telewizyjny, który okazuje się być sitcomem WandaVision. M.I.E.C.Z. wykorzystuje ten sygnał do obserwacji wydarzeń w mieście i odkrywa, że prawdziwi mieszkańcy zostali „obsadzeni” w sitcomie, a Rambeau odgrywa rolę „Geraldine”. Lewis i Woo bezskutecznie próbują skontaktować się z Maximoff. Kiedy Rambeau wspomina Ultrona, Maximoff wyrzuca ją poza granice miasta. Później Maximoff przez chwilę widzi Visiona martwego. |                                      |                                     |              |                                  |                    |                             |
| 5 | On a Very Special Episode...         | Odcinkek bardzo specjalny...        | Matt Shakman | Peter Cameron, Mackenzie Dohr    | 5 lutego 2021      | 14 czerwca 2022             |
| W scenerii z przełomu lat 80. i 90. Maximoff i Vision starają się powstrzymać płacz Billy’ego i Tommy’ego. Agnes oferuje im pomoc w opiece nad chłopcami, ale Vision kwestionuje jej umiejętności. Nagle zauważają, że Billy i Tommy osiągają wiek 5 lat. Kiedy w ich domu pojawia się pies, chłopcy proszą rodziców o jego zatrzymanie, a Agnes sugeruje im imię Sparky. Maximoff prawie ujawnia swoje umiejętności przed Agnes, a w tym czasie chłopcy starzeją się o 5 lat. W pracy Vision czyta e-mail od M.I.E.C.Z.-a, który ujawnia sytuację w Westview. Odblokowuje umysł jednego z mieszkańców Westview i dowiaduje się, że Maximoff kontroluje całe miasto. M.I.E.C.Z. wysyła drona z lat 80. do Westview, co powoduje, że Sparky ucieka. Hayward nakazuje użyć drona do zabicia Maximoff, ale ona przechodzi przez barierę i ostrzega Haywarda, aby zostawił ją w spokoju. Agnes znajduje martwego Sparky’ego. Vision rozmawia z Maximoff o jej działaniach, ale rozmowę przerywa pojawienie się Pietro. Oglądając transmisję, Lewis zauważa, że został on obsadzony kimś innym. W trakcie serialu WandaVision pojawia się fikcyjna reklama ręczników papierowych „Lagos”. |                                      |                                     |              |                                  |                    |                             |
| 6 | All-New Halloween Spooktacular!      | Odcinek halloweenowy!               | Matt Shakman | Chuck Hayward, Peter Cameron     | 12 lutego 2021     | 14 czerwca 2022             |
| Na przełomie lat 90. i początku XXI wieku Maximoff chce spędzić pierwsze Halloween Tommy’ego i Billy’ego razem jako rodzina, ale Vision informuje ją, że będzie patrolować ulice z strażą sąsiedzką. Pietro proponuje, że może spędzić czas z chłopcami i okazuje się, że Tommy odziedziczył superszybkość po wujku. Tymczasem Vision bada dalsze zakątki miasteczka, gdzie odkrywa mieszkańców Westview stojących zamrożonych w swoich pozach, w tym Agnes. Vision rozmawia z prawdziwym „ja” Agnes, która informuje go, że on sam nie żyje. Rambeau, Lewis i Woo krytykują Haywarda za atak na Maximoff, w następstwie czego ten nakazuje im opuścić bazę M.I.E.C.Z.-a. Ci jednak decydują się wkraść do bazy i włamać do komputera Haywarda, gdzie odkrywają, że namierza on Visiona. Vision próbuje przebić się przez statyczną ścianę, ale zaczyna się rozpadać. Billy wyczuwa to i informuje o tym matkę, która rozszerza granicę sześciokątnej, statycznej ściany. Vision, Lewis i część agentów M.I.E.C.Z.-a zostają wchłonięci w obszar kontroli Maximoff. W trakcie serialu WandaVision pojawia się fikcyjna reklama jogurtu „Yo-Magic”. |                                      |                                     |              |                                  |                    |                             |
| 7 | Breaking the Fourth Wall             | Burząc czwartą ścianę               | Matt Shakman | Cameron Squires                  | 19 lutego 2021     | 14 czerwca 2022             |
| Maximoff postanawia mieć dzień dla siebie, a Agnes proponuje, że zaopiekuje się nad Tommym i Billym, których zabiera do siebie do domu. Maximoff zauważa, jak różne części jej domu ciągle się zmieniają i nie jest w stanie nad tym zapanować. Vision odzyskuje przytomność i zauważa agentów M.I.E.C.Z.-a jako członków cyrku wewnątrz granicy miasta. Uwalnia Lewis spod kontroli Maximoff, a ona opowiada Visionowi o jego śmierci i wydarzeniach, które doprowadziły do obecnej sytuacji. Poza Westview, Rambeau i Woo spotykają się z zaprzyjaźnionymi agentami M.I.E.C.Z.-a, którzy dostarczają im pojazd, dzięki któremu powinni bezpiecznie przekroczyć barierę miasta. Kiedy taktyka ta okazuje się nieskuteczna, Rambeau postanawia sama przejść przez barierę i następnie konfrontuje się z Maximoff. Jednakże Agnes każe Rambeau odejść i zabiera Maximoff do swojego domu. Maximoff szuka chłopców w piwnicy i odkrywa dziwną jaskinię. Agnes przedstawia się jako wiedźma o imieniu Agatha Harkness i ujawnia, że zakłócała życie Maximoff, a także że to ona odpowiada za wysłanie oszusta podszywającego się pod Pietro i zabicie Sparky’ego. W trakcie serialu WandaVision pojawia się fikcyjna reklama antydepresantów „Nexus”.                                                                   |                                      |                                     |              |                                  |                    |                             |
| 8 | Previously On                        | Poprzednio                          | Matt Shakman | Laura Donney                     | 26 lutego 2021     | 14 czerwca 2022             |
| W 1693 roku w Salem sabat czarownic prowadzony przez Evanorę, matkę Agathy Harkness, próbuje zabić ją za praktykowanie czarnej magii, ale ta wysysa ich siły życiowe. Współcześnie Harkness domaga się wiedzy na temat tego, w jaki sposób Maximoff kontroluje Westview. By tego dokonać zmusza ją do ponownego przeżycia kluczowych wspomnień z przeszłości. Podczas tej wędrówki Harkness dowiaduje się, że Maximoff od dziecka posiadała magiczne zdolności, które zostały wzmocnione przez Kamień Umysłu a także to że zawsze lubiła sitcomy. Po pokonaniu Thanosa Maximoff odwiedziła siedzibę M.I.E.C.Z.-a, by odzyskać ciało Visiona, ale Hayward nie pozwala jej go pochować. Maximoff jedzie na działkę w Westview, którą Vision kupił dla niej przed śmiercią, aby mogli tam mieszkać razem. W przypływie żalu tworzy dom na działce i nową wersję Visiona oraz rozszerza zaklęcie na całe miasto. Harkness stwierdza, że Maximoff umie posługiwać się magią chaosu i nazywa ją „Szkarłatną Wiedźmą”. W scenie w trakcie napisów końcowych Hayward reaktywuje Visiona zmontowanego z oryginalnego ciała, który jest teraz całkowicie biały. |                                      |                                     |              |                                  |                    |                             |
| 9 | The Series Finale                    | Odcinek finałowy                    | Matt Shakman | Jac Schaeffer                    | 5 marca 2021       | 14 czerwca 2022             |
| Harkness planuje odebrać Maximoff jej magię chaosu, ale przerywa im biały Vision, który próbuje zabić Maximoff. Vision stworzony z magii Maximoff zaczyna z nim walkę. Harkness uwalnia mieszkańców miasta spod kontroli Maximoff, którzy przekonują Wandę do otworzenia i wypuszczenia ich z bariery. Maximoff początkowo spełnia ich prośbę, jednak zaprzestaje, kiedy zauważa, że Vision i jej synowie zaczynają się rozpadać. Otworzona bariera pozwala dostać się Haywardowi i jego agentom do wnętrza miasta. Rambeau dowiaduje się, że Pietro jest aktorem o imieniu Ralph Bohner i uwalnia go spod kontroli Harkness, po czym pomaga bliźniakom powstrzymać M.I.E.C.Z.. Biały Vison odchodzi po tym, jak Vision przywraca mu wspomnienia. Maximoff umieszcza wokół bariery magiczne runy, które uniemożliwiają Harkness używanie magii i zostaje ona uwięziona w postaci Agnes. Maximoff żegna się z Visionem i synami przed uwolnieniem Westview spod czaru i opuszcza miasto. W scenie w trakcie napisów końcowych Hayward zostaje aresztowany, podczas gdy Rambeau zostaje poinformowana przez Skrulla, że przyjaciel jej matki chce się z nią spotkać. W scenie po napisach Maximoff mieszka na pustkowiu, gdzie w astralnej formie studiuje księgę „Darkhold” i słyszy, jak jej synowie wołają o pomoc. |                                      |                                     |              |                                  |                    |                             |

## Produkcja

### Rozwój projektu

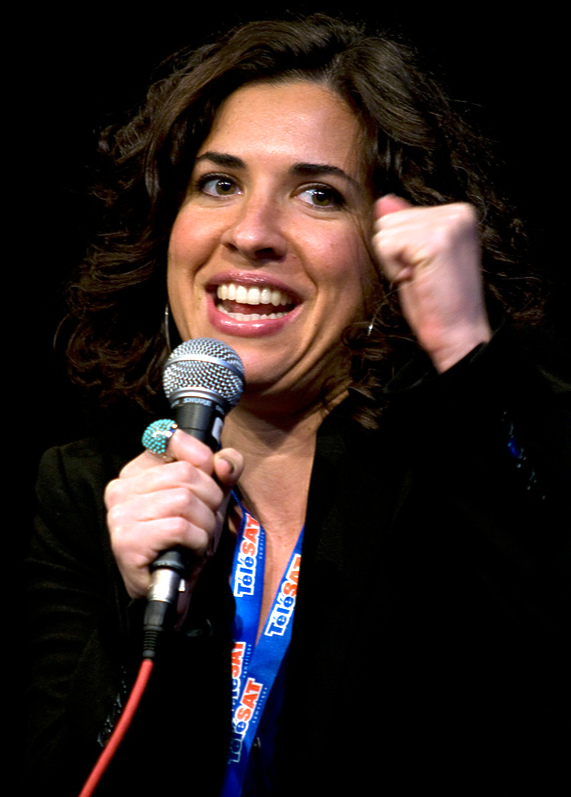
Jac Schaeffer, twórczyni i główna scenarzystka serialu

We wrześniu 2018 roku ujawniono, że Marvel Studios pracuje nad kilkoma limitowanymi serialami na potrzeby serwisu Disney+, które skoncentrowane miałyby być wokół postaci drugoplanowych z filmów Filmowego Uniwersum Marvela. Według tych doniesień aktorzy z filmów mieliby powtórzyć swoje role w tych produkcjach; każdy z seriali przewidziany został od sześciu do ośmiu odcinków z budżetem porównywalnym do produkcji filmowych studia, a Kevin Feige ma je nadzorować, podobnie jak wcześniej miało to miejsce w przypadku filmów. Ramowe prace nad serialami rozpoczął dyrektor kreatywny w Marvel Studios, Brian Chapek, a w połowie 2018 roku to zadanie przejęła od niego Mary Livanos.
Feige zaproponował, by Maximoff i Vision żyli w nierealnym świecie na przedmieściach. Chciał on wykorzystać swoje zamiłowanie do sitcomów i tego, w jaki sposób służą do ucieczki przed rzeczywistością. Większość kandydatów na głównego scenarzystę serialu uważała, że proponowana przez Feigego forma sitcomu się nie sprawdzi. Jednak pomysł ten spodobał się Jac Schaeffer, która w tym czasie pracowała dla studia nad scenariuszem do filmu Czarna Wdowa (2021). Przedstawiła swoje pomysły na serial podczas zaaranżowanego spotkania i w styczniu 2019 roku została zatrudniona na stanowisko scenarzysty i producenta wykonawczego serialu. Pojawiła się wtedy informacja, że serial ma mieć tytuł Vision and Scarlet Witch.
W kwietniu Marvel Studios i The Walt Disney Company oficjalnie zapowiedzieli serial zatytułowany WandaVision. W lipcu ujawniono, że będzie on wchodził w skład IV Fazy uniwersum, a jego debiut zapowiedziany został na wiosnę 2021 roku. Wyjawiono również, że jego akcja będzie umiejscowiona po filmie Avengers: Koniec gry (2019) i nawiązywać będzie do zapowiedzianego Doktor Strange w multiwersum obłędu (2022), w którym Elizabeth Olsen również zagra postać Wandy Maximoff. W sierpniu poinformowano, że całość wyreżyseruje Matt Shakman, który został również producentem wykonawczym. W grudniu Feige wyjawił, że serial pokaże pełnię mocy Maximoff, wprowadzi jej komiksowy pseudonim „Szkarłatna Wiedźma” i opowie widzom więcej o Visionie w zabawny, ale i przerażający sposób. Zaznaczył również, że serial będzie miał wpływ na pozostałe produkcje Fazy IV. Na początku stycznia 2020 roku poinformowano, że zadebiutuje on jednak jeszcze w 2020 roku. Ostatecznie, wskutek pandemii COVID-19 i przedłużających się prac na planie, została ona przesunięta na 15 stycznia 2021 roku. W listopadzie potwierdzono, że obok Feigego, Schaeffer i Shakmana producentami wykonawczymi będą również Louis D’Esposito i Victoria Alonso. W styczniu 2021 roku ujawniono, że serial będzie liczył dziewięć odcinków. Szacowany budżet odcinka wyniósł średnio 25 milionów dolarów. W lipcu 2022 roku wyjawiono, że serial wchodzi w skład The Multiverse Saga.

### Scenariusz
Znaczna część akcji serialu rozgrywa się w fikcyjnym sitcomie WandaVision. Jac Schaeffer otrzymała materiały źródłowe w postaci komiksów oraz zarys tego, co Marvel Studios chciało osiągnąć dzięki serialowi, aby realizować dalsze pomysły. Kevin Feige zainspirował się komiksem The Vision autorstwa Toma Kinga i Mike’a del Mundo. Chciał, aby serial był połączeniem tego komisu i serii House of M Briana Michaela Bendisa i Oliviera Coipeli. Inspiracjami były również komiksy: Scarlet Witch: Witches’ Road, Avengers Disassembled, Vision Quest i The Vision and the Scarlet Witch. Schaeffer zainspirowały film Thor: Ragnarok (2017) i serial produkcji Marvel Television, Legion (2017–2019). Uznała, że te produkcje przełamały formę tego, czym mogą być historie Marvela oraz że były odważne i oryginalne. Schaeffer zatrudniła do pracy nad scenariuszem Gretchen Enders, Megan McDonnell, Bobaka Esfarjaniego, Petera Camerona, Mackenzie Dohra, Chucka Haywarda, Cameron Squires i Laurę Donney. W tworzeniu scenariusza wspierani byli przez asystentów Laurę Monti i Claya Lapariego.
Motyw przewodni – to, że Maximoff jest osobą odpowiedzialną za rzeczywistość rodem z sitcomów, była dla Schaeffer zbyt prostą koncepcją, dlatego uznała, że będzie korzystniej, jeśli zostanie to pokazane w bardziej zagadkowy i tajemniczy sposób. Zdecydowano się, aby pokazać Wandę i Visiona żyjących w rzeczywistości sitcomowej w pierwszych trzech odcinkach, a dopiero w czwartym opowiedzieć te wydarzenia z perspektywy świata realnego, by dać widzowi część odpowiedzi. Pozostałe odcinki przedstawiono jako mieszankę sitcomu i elementów świata rzeczywistego aż do przedostatniego odcinka, który ukazuje historię Wandy i powody powstania rzeczywistości sitcomowej. Ostatni odcinek jest wielkim finałem charakterystycznym dla filmów Filmowego Uniwersum Marvela. Początkowo planowano dziesięć odcinków, ale zredukowano je do dziewięciu, aby usprawnić rytm serialu. Tytuły odcinków pochodzą z fraz charakterystycznych dla promocji lub czołówek seriali telewizyjnych.
Schaeffer i Matt Shakman obejrzeli wszystkie istniejące materiały MCU, w których pojawiły się postacie Wandy Maximoff i Visiona, w tym takie, które nie znalazły się w ostatecznych wersjach filmów. Uwagę Schaeffer zwróciły uwagę przyziemne momenty tych postaci, takich jak wspólne gotowanie paprykarzu w Kapitan Ameryka: Wojna bohaterów (2016) oraz ich wspólny czas w Szkocji w Avengers: Wojna bez granic (2018). WandaVision rozpoczyna się na trzy tygodnie po wydarzeniach ukazanych w filmie Avengers: Koniec gry i rozgrywa się w fikcyjnym miasteczku Westview w New Jersey. Nazwa miasteczka jest odniesieniem do rodzinnego miasta Kevina Feigego, Westfield, jednak nieco zmodyfikowaną, by zawierała inicjały głównych bohaterów – „W” i „V”. Serial ukazuje dorastanie Maximoff w kraju wschodnioeuropejskim, w którym oglądało się dostępne na czarnym rynku DVD z amerykańskimi serialami telewizyjnymi. Opowieść koncentruje się wokół Wandy, która musi nauczyć się, jak radzić sobie z żałobą i bólem. Skonsultowano się ze specjalistą zajmującym się żałobą. Twórcom zależało na tym, aby pokazać Wandę Maximoff inaczej niż się ją przedstawia w komiksach i uniknąć pokazania jej jako szalonej i nieumiejącej panować nad sobą.
Serial wprowadził pseudonim Szkarłatna Wiedźma jako tytuł związany z magią chaosu, równocześnie definiując na nowo dotychczasowe pojęcie magii w MCU, wprowadzone w filmie Doktor Strange (2016). Czary, procesy czarownic z Salem i to, co Schaeffer określiła jako „rodzaj zamerykanizowanej i sfeminizowanej wersji czarownic i magii”, stały się nowym elementem do tego, co scenarzystka nazwała „męską magią”. Serial wprowadził również nową organizację: M.I.E.C.Z. (oryg. S.W.O.R.D.). W komiksach był to akronim „Sentient World Observation and Response Department”, który zmieniono na „Sentient Weapon Observation and Response Division”. Jedną z agentek organizacji jest dorosła Monica Rambeau, która została przedstawiona w MCU jako jedenastolatka w filmie Kapitan Marvel (2019). Elizabeth Olsen wyjawiła, że historia Rambeau została zmodyfikowana w trakcie zdjęć do serialu, ponieważ studio zmieniło plany dotyczące tej postaci w przyszłych projektach MCU. Dodano również dwie inne postaci przedstawione we wcześniejszych produkcjach MCU, Darcy Lewis i Jimmy’ego Woo, związanych odpowiednio z nauką i z prawem. Początkowo we wczesnych wersjach scenariusza przeznaczono więcej czasu dla Lewis, jednak została ona zredukowana na rzecz skoncentrowania się na M.I.E.C.Z.–u. WandaVision jest wprowadzeniem do Doktor Strange w multiwersum obłędu (2022), w którym Olsen powtarza swoją rolę Wandy Maximoff. Schaeffer wyjawiła, że Feige zajmował się powiązaniami między projektami MCU, ale ona i Shakman konsultowali się z zespołami zajmującymi się filmami Doktor Strange w multiwersum obłędu, Spider-Man: Bez drogi do domu (2021) i innymi serialami studia – Loki i A gdyby…? - by omówić powiązania między historiami i zapewnić bezproblemowe przejście z WandaVision do filmów. Początkowo Benedict Cumberbatch jako Stephen Strange miał się pojawić w finale serialu, ale zrezygnowao z tego pomysłu, by uwaga była skoncentrowana na Wandzie Maximoff.
Shakman i Schaeffer określili serial jako „list miłosny do złotego wieku telewizji”, jednak składa on hołd sitcomom z wielu dekad amerykańskiej telewizji. Główną inspiracją były sitcomy opowiadające o rodzinach, ze względu na centralny aspekt rodziny ukazany w serialu. Schaeffer i Shakman analizowali seriale komediowe, aby poznać ich unikalne style. Schaeffer, Shakman i Feige rozmawiali z Dickiem Van Dykem, tytułową gwiazdą sitcomu z lat sześćdziesiątych, aby dowiedzieć się jak najwięcej o tworzeniu tej serii. Wśród sitcomów, które zainspirowały twórców, znalazły się: Kocham Lucy, My Three Sons, Father Knows Best, The Adventures of Ozzie and Harriet, Ożeniłem się z czarownicą, The Brady Bunch, Więzy rodzinne, Nie z tego świata, Zwariowany świat Malcolma, Współczesna rodzina, Biuro oraz Pełna chata, w której wystąpiły starsze siostry Elizabeth Olsen, Mary-Kate i Ashley.
Każdy odcinek miał uchwycić kluczowe elementy wybranego okresu, pokazując ewolucję sitcomów w czasie. Na przykład pierwszy odcinek jest hołdem dla The Dick Van Dyke Show, który trwał od późnych lat pięćdziesiątych do wczesnych lat sześćdziesiątych. Zmiany między dziesięcioleciami są wyjaśnione w serii zmianami w fikcyjnym serialu WandaVision, które Maximoff dokonuje, gdy coś pójdzie nie tak w stworzonej przez siebie rzeczywistości, początkowo podświadomie, a później świadomie. W fikcyjnym sitcomie pojawiają się również fikcyjne reklamy. Były one postrzegane przez komentatorów jako analogia do traumatycznych wydarzeń z życia Maximoff, co później potwierdziła Schaeffer. W początkowych założeniach reklamy miały mieć inną funkcję w serialu, miały być one sposobem próby komunikacji Strange’a z Maximoff.

### Casting

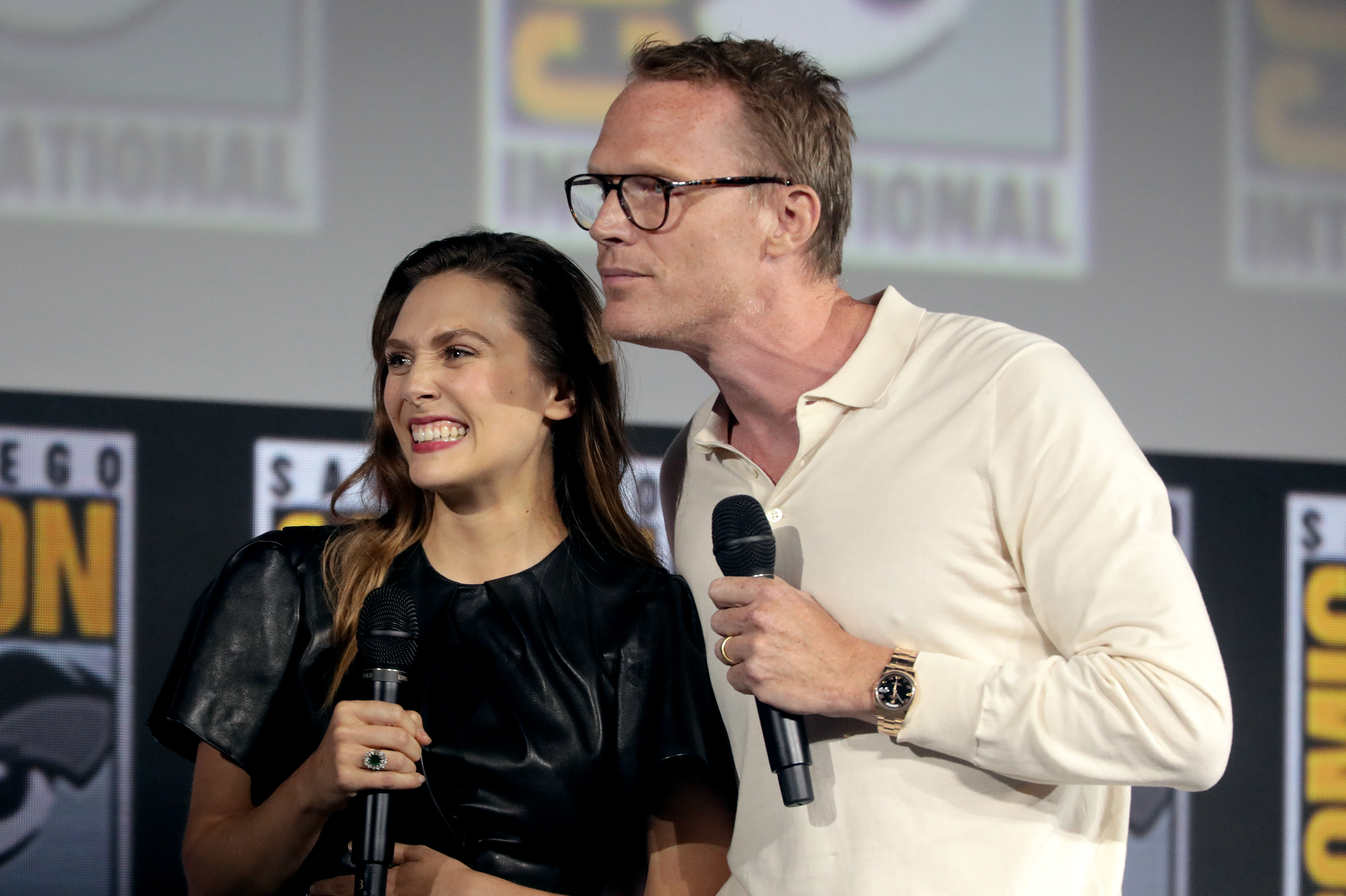
Elizabeth Olsen i Paul Bettany podczas panelu studia na San Diego Comic-Conie w 2019 roku

W kwietniu 2019 roku, wraz z oficjalną zapowiedzią serialu, potwierdzono udział Elizabeth Olsen i Paula Bettany’ego, którzy grają tytułowe postaci, Wandy Maximoff i Visiona. Obydwoje zgrali te role we wcześniejszych produkcjach franczyzy. W lipcu 2019 roku ujawniono, że Teyonah Parris zagra dorosłą wersję Moniki Rambeau. Postać jako dziecko została przedstawiona w filmie Kapitan Marvel. Miesiąc później poinformowano, że swoje role z filmów powtórzą Kat Dennings jako Darcy Lewis i Randall Park jako Jimmy Woo. Dennings zagrała wcześniej w filmach Thor (2011) i Thor: Mroczny świat (2013), a Park – w Ant-Man i Osa (2018). Do obsady dołączyła wtedy także Kathryn Hahn jako „wścibska sąsiadka”, Agnes. W siódmym odcinku, Breaking the Fourth Wall, zostało ujawnione, że jej postać to Agatha Harkness.
W październiku do obsady dołączyła Emma Caulfield. We wrześniu 2020 roku, po premierze pierwszego zwiastuna serialu, ujawniono, że Fred Melamed i Debra Jo Rupp zagrają w serialu. Ich postacie to Todd i Sharon Davis, które w rzeczywistości sitcomowej odgrywają Pana i Panią Hart. W październiku poinformowano, że w obsadzie znaleźli się Asif Ali i Jolene Purdy. Ford, Ali i Purdy zagrali mieszkańców Westview: Sarę Proctor, Abilasha Tandona i Isabelę Matsuedę, uwięzionych w fikcyjnym serialu jako Dottie Jones, Norm i Beverly.
W piątym odcinku, On a Very Special Episode..., wprowadzono „na nowo obsadzonego” brata Wandy, Pietro Maximoffa, którego zagrał Evan Peters. W tej roli w MCU wystąpił Aaron Taylor-Johnson, natomiast Peters grał inną wersję tej postaci, Petera Maximoffa, w serii filmów X-Men nie będących częścią tej franczyzy. W finałowym odcinku okazuje się on być fałszywym Pietro i zostaje ujawnione, że nazywa się Ralph Bohner.

### Scenografia i kostiumy
Scenografię do WandaVision przygotował Mark Worthington, a kostiumy zaprojektowała Mayes C. Rubeo. Jess Hall, operator filmowy, opracował paletę kolorów odpowiadającą każdej z dekad charakterystycznych dla sitcomów przedstawionych w serialu. Matt Shakman, Hall, Worthington, Rubeo oraz szef działu kolorów w Marvel Studios, Evan Jacobs, musieli się upewnić, że scenografia i kostiumy do każdego odcinka są dopasowane do tej palety kolorów. Shakman podkreślił, że kolory odgrywały istotną rolę przy tworzeniu serialu. Wskazał również na wagę wykorzystania czerwieni jako kolor istotny dla postaci Wandy Maximoff i Visiona.
Worthington zaprojektował scenografię domu Wandy i Visona dla każdej epoki, z uwzględnieniem tego, by wyglądał on jak jeden i ten sam dom, który został zbudowany w latach pięćdziesiątych i był odnawiany co dekadę. Podobną pracę wykonano w przypadku przedmiotów znajdujących się w domu. Inspiracją Worthingtona do stworzenia bazy M.I.E.C.Z.–a było NASA połączone z elementami wykorzystanymi wcześniej w MCU przy scenografii baz T.A.R.C.Z.Y. podkreślając, że te dwie agencje pełnią różne funkcje. Worthington i dekoratorka Kathy Orlando znaleźli odpowiednie artykuły gospodarstwa domowego i meble w sklepach z używanymi rzeczami w Atlancie.

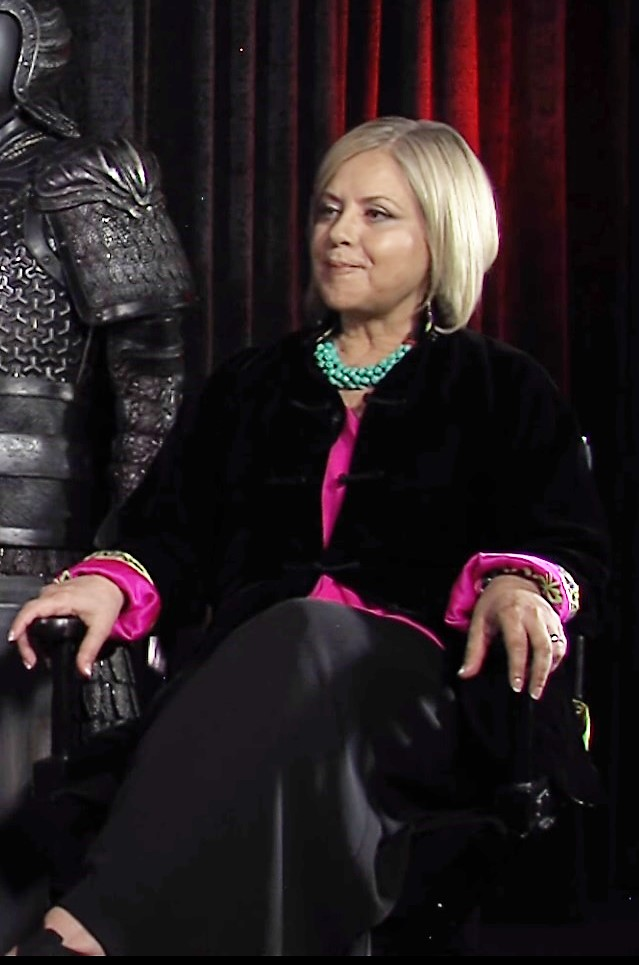
Mayes C. Rubeo, kostiumolog serialu

Rubeo zaprojektowała 80 procent kostiumów z różnych epok tak, by pasowały do aktorów. Resztę zakupiono lub wypożyczono. Stylistka fryzur Karen Bartek stworzyła 22 peruki reprezentujące różne dekady, od lat pięćdziesiątych do osiemdziesiątych, co pozwoliło na sfilmowanie tych różnych epok w ciągu jednego dnia bez konieczności zmiany fryzury aktorów. Rubeo dodała turkusowy element do każdego z kostiumów Kat Dennings, by pasował do koloru oczu aktorki.
W odcinku Odcinek halloweenowy! (oryg. All-New Halloween Spooktacular!) Wanda Maximoff, Vision, fałszywy Pietro i Billy noszą kostiumy na Halloween wzorowane są na ich odpowiednikach z komiksów, natomiast Tommy otrzymał strój podobny do tego, który ma Pietro. Pomysł ten zasugerował Kevin Feige, a Elizabeth Olsen uważała, że to jedyny moment dla jej postaci kiedy może założyć ten kostium, który jej zdaniem nie może być traktowany poważnie. Rubeo chciała, by kostiumy te wyglądały tak, jakby zostały wykonane w domu. Fryzura fałszywego Pietro celowo nawiązywała do wyglądu Petera Maximoffa z serii filmów X-Men, w którą Evan Peters się wcześniej wcielał. Agnes nosi w odcinku klasyczny kostium wiedźmy, który ma sugerować prawdziwą jej tożsamość.
W finale serialu, kiedy Wanda Maximoff zaczyna posługiwać się pseudonimem Szkarłatnej Wiedźmy, otrzymuje nowy kostium. Został on zaprojektowany przez zespół Andy’ego Parka z Marvel Studios. Natomiast Rubeo współpracowała z Ironhead Studios nad jego stworzeniem. Twórcy kostiumu chcieli, aby był on bardziej dojrzały od poprzednich strojów postaci tak, by pokazać co przeszła do tej pory Maximoff. Ponieważ Olsen była zaniepokojona strojem postaci w komiksach, przy projekcie uwzględniono, by był on mniej odsłaniający niż komiksowy pierwowzór oraz nie zawierał gorsetu i rajstop. Shakman przyznał, że sporną kwestią była korona, która początkowo miała być znacznie mniejsza niż w komiksach.
Aby zasugerować od początku serialu, że Agnes jest Agatą Harkness, Rubeo zaprojektował broszkę z trzema wiedźmami, którą postać nosi w każdym odcinku. Wyjątkiem był odcinek, w którym Agnes jest w stroju do aerobiku, ponieważ Rubeo nie mogła znaleźć naturalnego sposobu na zintegrowanie broszki z tym strojem. W kostiumie Agathy jako czarownicy Rubeo chciała podkreślić jej tajemniczość. Suknia Harkness została wykonana z dziesięciu warstw materiału, z których każda miała inny odcień i fakturę.

### Zdjęcia i postprodukcja
Zdjęcia do serialu rozpoczęły się na początku listopada 2019 roku w Pinewood Studios w Atlancie pod roboczym tytułem Big Red. Matt Shakman odpowiadał za reżyserię wszystkich odcinków serialu. Aktorzy przed rozpoczęciem zdjęć przeszli „obóz szkoleniowy”, na którym oglądali odcinki różnych sitcomów, aby zapoznać się z tonacją i stylem każdej dekady. Trenerka dialektu, Courtney Young, uczyła ich, w jaki charakterystyczny sposób powinni mówić i zachowywać się odgrywając swoje postaci w danej epoce. Ekipa produkcyjna realizowała sceny do kilku odcinków równocześnie, mimo że Shakman starał się kręcić je w miarę chronologicznie. Zdjęcia do pierwszego odcinka zrealizowano w ciągu dwóch dni w studiu z udziałem publiczności, dokładnie tak, jak realizowano produkcję sitcomów w latach pięćdziesiątych. Shakman dążył do tego, by elementy sitcomu w serialu były autentyczne i nie wyglądały na parodię. Zdjęcia lokacyjne zrealizowano od grudnia 2019 do lutego 2020 roku w Atlancie. 1 marca zakończył się okres pierwszych prac na planie i zdecydowano się na czterotygodniową przerwę. W połowie marca dalszą produkcję wstrzymano ze względu na pandemię COVID-19.
Zdjęcia wznowiono we wrześniu 2020 roku w Los Angeles pod pełnym rygorem sanitarnym związanym z pandemią. Sceny w miasteczku Westview zrealizowano na Blondie Street w Warner Bros. Ranch w Burbank w Kalifornii, gdzie nakręcono wiele sitcomów. Natomiast sceny na głównym placu Westview nakręcono na Golden Oak Ranch w Santa Clarita. Pod koniec zdjęć Elizabeth Olsen pracowała już równocześnie nad WandaVision i filmem Doktor Strange w multiwersum obłędu (2022). Prace na planie zakończono w połowie listopada. Za zdjęcia odpowiadał Jess Hall.
Postprodukcję rozpoczęto prawie równocześnie z rozpoczęciem zdjęć do serialu w listopadzie 2019 roku. Marvel Studios potrzebowało około miesiąca, aby ustalić logistykę pracy zdalnej podczas przerwy w zdjęciach spowodowanej pandemią, by kontynuować dalsze prace związane z obróbką nagranego materiału. Pozwoliło to również na jego weryfikację i korekty przed wznowieniem zdjęć. Montażem zajęli się: Zene Baker, Tim Roche, Nona Khodai i Michael Webber. Część odcinków nie była ukończona podczas emisji pierwszego, a ostatni odcinek został ukończony na dwa tygodnie przed jego premierą. Prewizualizacje przygotowało The Third Floor.

#### Efekty specjalne
Efekty specjalne zostały stworzone przez studia produkcyjne: Digital Domain, Framestore, Industrial Light & Magic, Lola VFX, Monsters, Aliens, Robots & Zombies (MARZ), Capital T, Rise FX, Rodeo FX, Mr. X, SSVFX, The Yard VFX i Zoic Studios, a odpowiadała za nie Tara DeMarco. Stworzono 3010 ujęć z efektami specjalnymi. Przy odcinkach nawiązujących do sitcomów, do końca lat dziewięćdziesiątych starano się ograniczyć efekty specjalne do minimum. Każdy kolejny ma coraz więcej efektów od poprzedniego.
Inspiracją do efektów wizualnych związanych z Wandą Maximoff i Agathą Harkness stanowił dla DeMarco komiks Scarlet Witch: Witches’ Road. Magia Wandy została stworzona na podstawie ruchów rąk Elizabeth Olsen na planie, wspólnie z zespołem efektów wizualnych. Nawiązano również do podobieństw w przedstawianiu mocy Maximoff w filmach, gdzie wykorzystany został kolor czerwony. Z czasem jednak nadano czerwieni ciemniejszy ton, aby pokazać, że używa ona magii chaosu i staje się potężniejsza. Nad tymi efektami pracowało Digital Domain, które w większości opracowało efekty do ostatniego odcinka, tworząc 350 ujęć w ciągu 14 miesięcy pracy. Digital Domain opracowało w finale serii między innymi sceny walki: pomiędzy Wandą i Agathą oraz pomiędzy Visionem a białym Visionem. Framestore, który pracował nad 99 ujęciami, w tym nad wyglądem magii Agathy Harkness, której nadano kolor fioletowy z czarną teksturą przypominającą atrament. Mr. X opracowało 152 ujęcia do scen z sabatem czarownic.
Bettany na planie nosił makijaż twarzy, by pasował do koloru Visiona, a oryginalny jego kolor został zastąpiony niebieskim przy realizacji czarno-białych odcinków. Lola VFX pracowała nad wyglądem postaci, podobnie jak miało to miejsce w filmach, w których pojawił się Vision. Nad postacią pracowały również MARZ i SSVFX, natomiast Digital Domain stworzyło cyfrową jego wersję, którą udostępniło innym studiom, a ponadto opracowało model białego Visiona. Rodeo FX pracowało przez 9 miesięcy nad stworzeniem granicy „Hexu” tworząc 348 ujęć wykorzystanych w większości odcinków. Przygotowali również sceny, w której Vision próbuje opuścić Hex i się rozpada oraz jak Monica Rambeau wchodząc do Hexu ponownie zyskuje supermoce. Industrial Light & Magic odpowiadało za sceny powstania Hexu i utworzenia Visiona z magii Wandy w odcinku „Previous On” oraz ich zniknięcia w „The Series Finale”. Cantina Creative przygotowało wygląd monitorów i urządzeń oraz hologramy w bazie M.I.E.C.Z.–a.
Napisy końcowe serii zostały stworzone przez studio Perception i rozpoczynają się od nawiązania do stylu sitcomów. Po tym pokazane są zbliżenia materiału z odcinków w formie pikseli, które tworzą obrazy telewizyjne. Piksele są pokazane jako sześciokąty, jako odniesienie do zdolności Maximoff i nazwy „Hex”, która została nadana rzeczywistości sitcomowej. Piksele tworzą różne elementy z serii, w tym dom Maximoff i Visiona, karuzelę dla dzieci i wieżę ciśnień Westview. Jest to nawiązanie do stylu artystycznego serii komiksów House of M. Następnie są one zakłócone przez pojedynczy czerwony piksel, który reprezentuje świat rozpadający się wokół Maximoff. Później ukazane zostają dwie obrączki ślubne. Perception przygotowało również napisy początkowe, charakterystyczne dla stylu każdej dekady sitcomu, grafiki do fikcyjnych reklam oraz efekty związane z logiem Marvel Studios.

## Muzyka

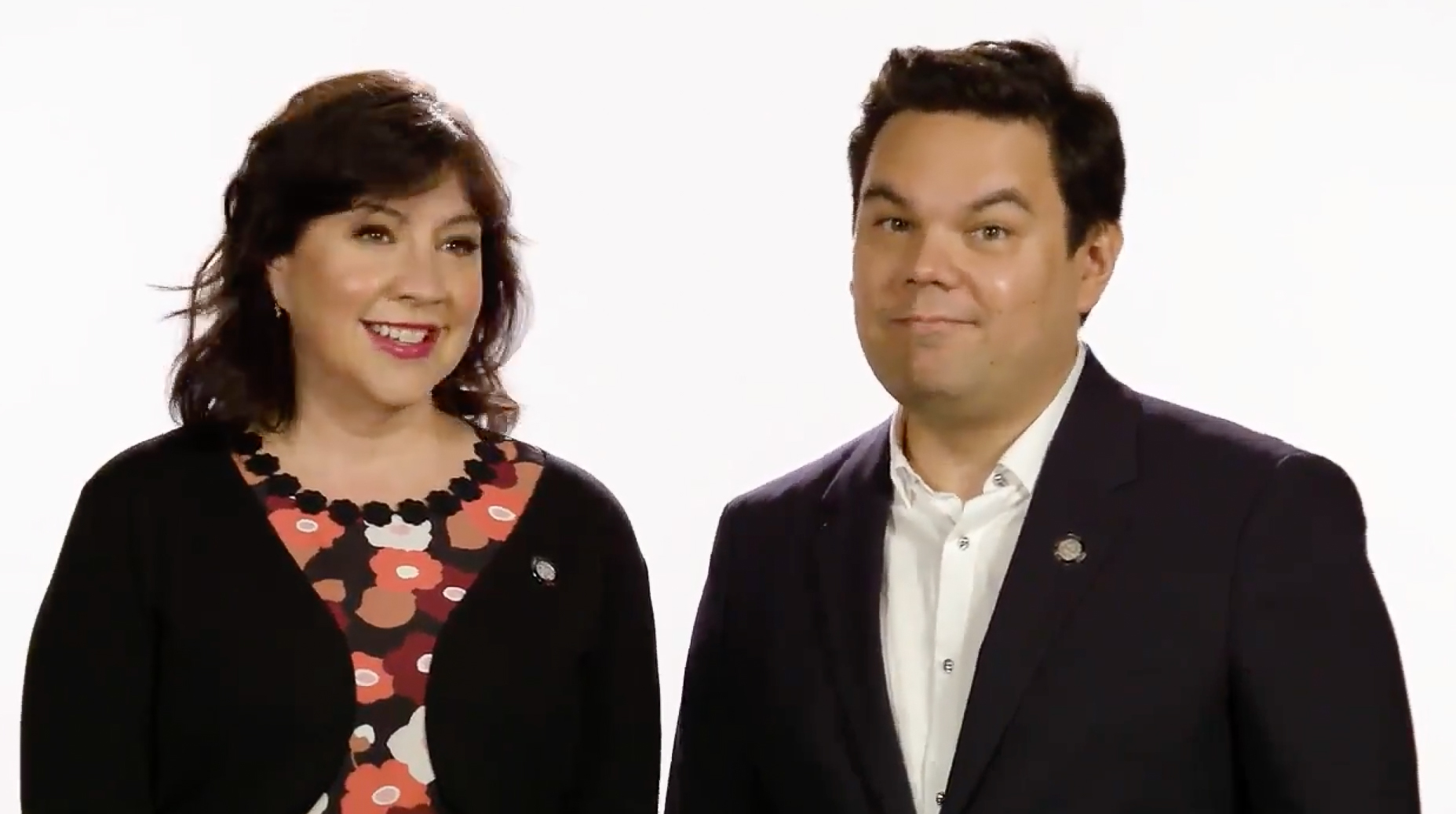
Kristen Anderson-Lopez i Robert Lopez, twórcy muzyki tytułowej do odcinków serialu

W styczniu 2020 roku poinformowano, że Christophe Beck skomponuje muzykę do serialu. Pracował on wcześniej przy innych filmach franczyzy: Ant-Man (2015) i Ant-Man i Osa (2018). Tworząc muzykę do serialu, oddał on hołd sitcomom z każdej dekady poprzez instrumentalizację, styl komponowania oraz specyfikę nagrywania i miksowania. Muzyka do pierwszych odcinków skomponowana została na mniejszą orkiestrę, natomiast muzyce w kolejnych odcinkach zostało nadane bardziej pop-rockowe brzmienie. Michael Paraskevas i Alex Kovacs współpracowali z Beckiem przy pisaniu muzyki do serialu. Kovacs został zatrudniony ze względu na jego doświadczenie ze starszymi technikami orkiestracji i muzyką jazzową.
Na początku stycznia 2021 roku ujawniono, że nad muzyką tytułową do odcinków serialu pracowali Robert Lopez i Kristen Anderson-Lopez. W połowie 2019 roku skontaktował się z nimi Matt Shakman. Aby powiązać motywy przewodnie każdego z odcinków, Lopez i Anderson-Lopez stworzyli czterodźwiękową melodię, która została wykorzystana w każdym odcinku. Obydwoje również zaśpiewali chórki w tych utworach, czego zwykle nie robią. Do pierwszych dwóch odcinków napisali utwory „A Newlywed Couple” i „WandaVision!”, które wykonali wspólnie z Sarą Mann, Jessicą Rotter, Cindy Bourquin, Elysą Willis, Laurą Dickinson, Erikiem Bradleyem, Gregiem Whipplem, Jasperem Randallem i Geraldem White’em; do trzeciego – „We Got Something Cooking”, który wykonali razem z Willis, Dickinson, Bradleyem i White’em; do piątego – „Making it Up as We Go Along”, który zaśpiewali sami; do szóstego punk-rockowy „Let’s Keep it Going”, wykonany przez Anderson-Lopez i Kathleen Hannę; do siódmego instrumentalny „W-V 2000” w wykonaniu The Math Club. Poza utworem tytułowym do siódmego odcinka napisali „Agatha All Along”, który został zaśpiewany przez Kathryn Hahn, Lopeza, Bradleya, Whipple’a Randalla i White’a. Kompozycja ta zadebiutowała na 36. miejscu listy „Billboardu” Hot Digital Songs.
Beck zdecydował się dostosować styl i instrumentację muzyki niektórych odcinków do motywów przewodnich tych odcinków napisanych przez Lopeza i Anderson-Lopez. Muzyka skomponowana przez Becka została nagrana przez 75-osobową orkiestrę w Wiedniu pod kierownictwem Tima Daviesa, a sam Beck swoją pracę przy serialu zakończył w lutym 2021 roku. Beck skomponował do odcinka ósmego utwór „Family TV Night”, który został wydany jako singel 9 kwietnia 2021 roku. W trzecim odcinku Elizabeth Olsen śpiewa kołysankę „Sokovian Lullaby”, której tekst napisała Jac Schaeffer i została przetłumaczona na fikcyjny sokowiański język przez trenerkę dialektu Courtney Young. W dziewiątym odcinku Beck nawiązał w scenie po napisach do tematu przewodniego filmu Doktor Strange (2016) skomponowanego przez Michaela Giacchino.
W serialu ponadto wykorzystano utwory: „Yakety Yak” (The Coasters), „Help Me, Rhonda” (The Beach Boys), „Daydream Believer” (The Monkees) i „Voodoo Child (Slight Return)” (The Jimi Hendrix Experience).
Albumy z muzyką do każdego odcinka, w tym kompozycje Becka i motywy tytułowe Lopeza i Andersona-Lopez, zostały wydawane tydzień po emisji każdego z odcinków przez Marvel Music / Hollywood Records. WandaVision: Episode 1 Original Soundtrack i WandaVision: Episode 2 Original Soundtrack pojawiły się 22 stycznia 2021 roku, a ostatni, WandaVision: Episode 9 Original Soundtrack, został wydany 12 marca tego samego roku.
| WandaVision: Episode 1 Original Soundtrack – 2021 | WandaVision: Episode 1 Original Soundtrack – 2021 | WandaVision: Episode 1 Original Soundtrack – 2021 | WandaVision: Episode 1 Original Soundtrack – 2021 |
| Nr                                                | Tytuł utworu                                      | Autor                                             | Długość                                           |
| ------------------------------------------------- | ------------------------------------------------- | ------------------------------------------------- | ------------------------------------------------- |
| 1.                                                | „A Newlywed Couple”                               | K. Anderson-Lopez, R. Lopez                       | 0:54                                              |
| 2.                                                | „Toast-Mate 2000”                                 | C. Beck                                           | 0:53                                              |
| 3.                                                | „Dinner Is Served”                                | C. Beck                                           | 0:25                                              |
| 4.                                                | „Calendar Confusion”                              | C. Beck                                           | 1:04                                              |
| 5.                                                | „Frog in My Throat”                               | C. Beck                                           | 1:48                                              |
| 6.                                                | „Thank You for Coming”                            | C. Beck                                           | 0:44                                              |
| 7.                                                | „Parcheesi”                                       | C. Beck                                           | 1:03                                              |
| 8.                                                | „Rings”                                           | C. Beck                                           | 0:36                                              |
| 9.                                                | „Wanda’s Theme (End Credits from WandaVision)”    | C. Beck                                           | 1:47                                              |
|                                                   |                                                   |                                                   | 9:14                                              |

| WandaVision: Episode 2 Original Soundtrack – 2021 | WandaVision: Episode 2 Original Soundtrack – 2021 | WandaVision: Episode 2 Original Soundtrack – 2021 | WandaVision: Episode 2 Original Soundtrack – 2021 |
| Nr                                                | Tytuł utworu                                      | Autor                                             | Długość                                           |
| ------------------------------------------------- | ------------------------------------------------- | ------------------------------------------------- | ------------------------------------------------- |
| 1.                                                | „WandaVision!”                                    | K. Anderson-Lopez, R. Lopez                       | 0:53                                              |
| 2.                                                | „Rehearsal”                                       | C. Beck                                           | 0:55                                              |
| 3.                                                | „Unwelcome Visitor”                               | C. Beck                                           | 0:59                                              |
| 4.                                                | „Strucker”                                        | C. Beck                                           | 0:37                                              |
| 5.                                                | „Giddy Up”                                        | C. Beck                                           | 0:32                                              |
| 6.                                                | „Beekeeper”                                       | C. Beck                                           | 1:05                                              |
| 7.                                                | „Exit Stage Left”                                 | C. Beck                                           | 1:44                                              |
| 8.                                                | „It’s Really Happening”                           | C. Beck                                           | 0:52                                              |
|                                                   |                                                   |                                                   | 7:37                                              |

| WandaVision: Episode 3 Original Soundtrack – 2021 | WandaVision: Episode 3 Original Soundtrack – 2021 | WandaVision: Episode 3 Original Soundtrack – 2021 | WandaVision: Episode 3 Original Soundtrack – 2021 |
| Nr                                                | Tytuł utworu                                      | Autor                                             | Długość                                           |
| ------------------------------------------------- | ------------------------------------------------- | ------------------------------------------------- | ------------------------------------------------- |
| 1.                                                | „We Got Something Cooking”                        | K. Anderson-Lopez, R. Lopez                       | 1:07                                              |
| 2.                                                | „Uncharted Waters”                                | C. Beck                                           | 1:06                                              |
| 3.                                                | „The Strangest Thing”                             | C. Beck                                           | 1:17                                              |
| 4.                                                | „Hydra-Soak”                                      | C. Beck                                           | 0:39                                              |
| 5.                                                | „A Stork in the House”                            | C. Beck                                           | 0:49                                              |
| 6.                                                | „Fish Pants”                                      | C. Beck                                           | 0:52                                              |
| 7.                                                | „A Child Is Born”                                 | C. Beck                                           | 1:27                                              |
| 8.                                                | „Twins”                                           | C. Beck                                           | 1:44                                              |
| 9.                                                | „No Home”                                         | C. Beck                                           | 3:30                                              |
|                                                   |                                                   |                                                   | 12:31                                             |

| WandaVision: Episode 4 Original Soundtrack – 2021 | WandaVision: Episode 4 Original Soundtrack – 2021 | WandaVision: Episode 4 Original Soundtrack – 2021 | WandaVision: Episode 4 Original Soundtrack – 2021 |
| Nr                                                | Tytuł utworu                                      | Autor                                             | Długość                                           |
| ------------------------------------------------- | ------------------------------------------------- | ------------------------------------------------- | ------------------------------------------------- |
| 1.                                                | „The Awakening”                                   | C. Beck                                           | 2:19                                              |
| 2.                                                | „Three Weeks Later”                               | C. Beck                                           | 2:17                                              |
| 3.                                                | „Westview”                                        | C. Beck                                           | 2:42                                              |
| 4.                                                | „S.W.O.R.D.”                                      | C. Beck                                           | 1:01                                              |
| 5.                                                | „The Players”                                     | C. Beck                                           | 2:02                                              |
| 6.                                                | „Stay Tuned”                                      | C. Beck                                           | 2:28                                              |
| 7.                                                | „Everything Is Under Control”                     | C. Beck                                           | 1:01                                              |
| 8.                                                | „Mission Failure”                                 | C. Beck                                           | 1:48                                              |
| 9.                                                | „Who Are You?”                                    | C. Beck                                           | 2:35                                              |
|                                                   |                                                   |                                                   | 18:13                                             |

| WandaVision: Episode 5 Original Soundtrack – 2021 | WandaVision: Episode 5 Original Soundtrack – 2021 | WandaVision: Episode 5 Original Soundtrack – 2021 | WandaVision: Episode 5 Original Soundtrack – 2021 |
| Nr                                                | Tytuł utworu                                      | Autor                                             | Długość                                           |
| ------------------------------------------------- | ------------------------------------------------- | ------------------------------------------------- | ------------------------------------------------- |
| 1.                                                | „Making It Up As We Go Along”                     | K. Anderson-Lopez, R. Lopez                       | 1:42                                              |
| 2.                                                | „Ten Years Old”                                   | C. Beck                                           | 0:36                                              |
| 3.                                                | „Lagos”                                           | C. Beck                                           | 0:30                                              |
| 4.                                                | „Evaluation”                                      | C. Beck                                           | 3:08                                              |
| 5.                                                | „Family Is Forever”                               | C. Beck                                           | 0:53                                              |
| 6.                                                | „Missile Strike”                                  | C. Beck                                           | 4:02                                              |
| 7.                                                | „Cue Credits”                                     | C. Beck                                           | 0:29                                              |
| 8.                                                | „Ode to Sparky”                                   | C. Beck                                           | 1:48                                              |
| 9.                                                | „Pietro”                                          | C. Beck                                           | 3:11                                              |
|                                                   |                                                   |                                                   | 16:19                                             |

| WandaVision: Episode 6 Original Soundtrack – 2021 | WandaVision: Episode 6 Original Soundtrack – 2021 | WandaVision: Episode 6 Original Soundtrack – 2021 | WandaVision: Episode 6 Original Soundtrack – 2021 |
| Nr                                                | Tytuł utworu                                      | Autor                                             | Długość                                           |
| ------------------------------------------------- | ------------------------------------------------- | ------------------------------------------------- | ------------------------------------------------- |
| 1.                                                | „Let’s Keep It Going”                             | K. Anderson-Lopez, R. Lopez                       | 0:56                                              |
| 2.                                                | „Traffic Light”                                   | C. Beck                                           | 0:30                                              |
| 3.                                                | „Fish to Share”                                   | C. Beck                                           | 0:15                                              |
| 4.                                                | „Water Balloon”                                   | C. Beck                                           | 0:31                                              |
| 5.                                                | „Chile Con Carne”                                 | C. Beck                                           | 0:33                                              |
| 6.                                                | „Hayward’s Secrets”                               | C. Beck                                           | 2:08                                              |
| 7.                                                | „Yo Magic”                                        | C. Beck                                           | 0:43                                              |
| 8.                                                | „Frankenherb”                                     | C. Beck                                           | 1:01                                              |
| 9.                                                | „Charming As Hell”                                | C. Beck                                           | 0:46                                              |
| 10.                                               | „Dead or Alive”                                   | C. Beck                                           | 4:51                                              |
| 11.                                               | „Super Speed”                                     | C. Beck                                           | 0:42                                              |
| 12.                                               | „Freeze Framed”                                   | C. Beck                                           | 0:56                                              |
| 13.                                               | „Hexpansion”                                      | C. Beck                                           | 5:36                                              |
|                                                   |                                                   |                                                   | 19:28                                             |

| WandaVision: Episode 7 Original Soundtrack – 2021 | WandaVision: Episode 7 Original Soundtrack – 2021 | WandaVision: Episode 7 Original Soundtrack – 2021 | WandaVision: Episode 7 Original Soundtrack – 2021 |
| Nr                                                | Tytuł utworu                                      | Autor                                             | Długość                                           |
| ------------------------------------------------- | ------------------------------------------------- | ------------------------------------------------- | ------------------------------------------------- |
| 1.                                                | „W-V 2000”                                        | K. Anderson-Lopez, R. Lopez                       | 0:34                                              |
| 2.                                                | „Agatha All Along”                                | K. Anderson-Lopez, R. Lopez                       | 1:02                                              |
| 3.                                                | „Mondays”                                         | C. Beck                                           | 0:54                                              |
| 4.                                                | „The New Clown”                                   | C. Beck                                           | 1:00                                              |
| 5.                                                | „She’s Perfect”                                   | C. Beck                                           | 1:49                                              |
| 6.                                                | „Getting Weird”                                   | C. Beck                                           | 0:27                                              |
| 7.                                                | „Your House My House”                             | C. Beck                                           | 0:44                                              |
| 8.                                                | „Nexus”                                           | C. Beck                                           | 1:13                                              |
| 9.                                                | „Godspeed, Captain”                               | C. Beck                                           | 2:47                                              |
| 10.                                               | „Rebirth”                                         | C. Beck                                           | 2:01                                              |
| 11.                                               | „Storytelling”                                    | C. Beck                                           | 0:54                                              |
| 12.                                               | „Trespasser”                                      | C. Beck                                           | 2:38                                              |
| 13.                                               | „Lovely to Meet You”                              | C. Beck                                           | 2:30                                              |
|                                                   |                                                   |                                                   | 18:33                                             |

| WandaVision: Episode 8 Original Soundtrack – 2021 | WandaVision: Episode 8 Original Soundtrack – 2021 | WandaVision: Episode 8 Original Soundtrack – 2021 | WandaVision: Episode 8 Original Soundtrack – 2021 |
| Nr                                                | Tytuł utworu                                      | Autor                                             | Długość                                           |
| ------------------------------------------------- | ------------------------------------------------- | ------------------------------------------------- | ------------------------------------------------- |
| 1.                                                | „Salem”                                           | C. Beck                                           | 1:40                                              |
| 2.                                                | „Witchnapped”                                     | C. Beck                                           | 4:49                                              |
| 3.                                                | „Sokovia”                                         | C. Beck                                           | 2:10                                              |
| 4.                                                | „War Zone”                                        | C. Beck                                           | 4:30                                              |
| 5.                                                | „The Mind Stone”                                  | C. Beck                                           | 2:29                                              |
| 6.                                                | „What Is Grief”                                   | C. Beck                                           | 3:53                                              |
| 7.                                                | „Some Assembly Required”                          | C. Beck                                           | 2:41                                              |
| 8.                                                | „Genesis”                                         | C. Beck                                           | 6:07                                              |
| 9.                                                | „Ready for Launch”                                | C. Beck                                           | 1:24                                              |
| 10.                                               | „Wanda and Vision (Love Theme from WandaVision)”  | C. Beck                                           | 2:32                                              |
|                                                   |                                                   |                                                   | 32:15                                             |

| WandaVision: Episode 9 Original Soundtrack – 2021 | WandaVision: Episode 9 Original Soundtrack – 2021 | WandaVision: Episode 9 Original Soundtrack – 2021 | WandaVision: Episode 9 Original Soundtrack – 2021 |
| Nr                                                | Tytuł utworu                                      | Autor                                             | Długość                                           |
| ------------------------------------------------- | ------------------------------------------------- | ------------------------------------------------- | ------------------------------------------------- |
| 1.                                                | „Not a Witch”                                     | C. Beck                                           | 1:58                                              |
| 2.                                                | „Surrender Your Magic”                            | C. Beck                                           | 3:26                                              |
| 3.                                                | „We Feel Your Pain”                               | C. Beck                                           | 2:38                                              |
| 4.                                                | „I Am Vision”                                     | C. Beck                                           | 3:07                                              |
| 5.                                                | „Unintended Consequences”                         | C. Beck                                           | 1:53                                              |
| 6.                                                | „Born For It”                                     | C. Beck                                           | 2:12                                              |
| 7.                                                | „I Want More”                                     | C. Beck                                           | 3:22                                              |
| 8.                                                | „Home Again”                                      | C. Beck                                           | 3:43                                              |
| 9.                                                | „Stand Down”                                      | C. Beck                                           | 1:49                                              |
| 10.                                               | „Ascendant”                                       | C. Beck                                           | 2:41                                              |
| 11.                                               | „What Am I”                                       | C. Beck                                           | 5:12                                              |
| 12.                                               | „Now Leaving Westview”                            | C. Beck                                           | 2:44                                              |
| 13.                                               | „Reborn”                                          | C. Beck                                           | 1:21                                              |
|                                                   |                                                   |                                                   | 36:06                                             |

## Promocja
Elizabeth Olsen, Paul Bettany i Teyonah Parris pojawili się na panelu Marvel Studios na San Diego Comic-Conie w lipcu 2019 roku. Miesiąc później Olsen i Bettany pojawili się razem z Kat Dennings, Randallem Parkiem, Kathryn Hahn, Mattem Shakmanem i Jac Schaeffer podczas D23 Expo. Podczas Super Bowl LIV został pokazany wspólny spot reklamujący seriale Falcon i Zimowy Żołnierz, WandaVision i Loki. 21 września 2020 roku zaprezentowany został pierwszy zwiastun produkcji podczas ceremonii wręczenia nagród Emmy, który został obejrzany 55,7 miliona razy w ciągu 24 godzin. Na początku grudnia 2020 roku zaprezentowano sześć plakatów serialu odpowiadających dekadom sitcomów od lat 50. XX wieku do dwutysięcznych. 10 grudnia podczas Disney Investor Day pokazano drugi zwiastun serialu. Został on obejrzany 9 milionów razy w serwisie YouTube.
Na początku stycznia 2021 roku serial promowany był poprzez krótkie spoty emitowane we wszystkich stacjach telewizyjnych należących do The Walt Disney Company i na Hulu. Uruchomiono również program „Marvel Must Haves”, który promował różne gadżety związane z serialem, w tym: zabawki, gry, książki i ubrania. Podczas emisji serialu, w każdy poniedziałek do połowy marca, prezentowane były nowe produkty. 8 stycznia na Disney+ pojawiły się dwa odcinki serialu dokumentalnego Legendy Marvela przypominające historię Wanda Maximoff i Visiona w MCU. Marvel nawiązał współpracę z szefem kuchni, Justinem Warnerem, który od końca lutego do początku marca przedstawiał przepisy kulinarne potraw pojawiających się w serialu lub inspirowanymi poszczególnymi odcinkami. 12 marca na Disney+ pojawił się odcinek serialu dokumentalnego Assembled – The Making of WandaVision, który ukazuje kulisy powstania serialu. W czerwcu Hyundai Motor Company wyemitowało kilka reklam modelu Hyundai Tucson we współpracy z Marvelem. W jednej z nich Olsen powtórzyła rolę Wandy Maximoff. 12 października Marvel we współpracy z Titan Comics wydało książkę Marvel’s WandaVision Collector's Special, w której znalazły się wywiady z aktorami i twórcami serialu oraz przewodnik po odcinkach i postaciach.

## Odbiór

### Oglądalność
WandaVision była najchętniej oglądanym debiutem serialu na Disney+ w pierwszy weekend od premiery. Wynik ten przebił serial Falcon i Zimowy Żołnierz w marcu 2021 roku. W porównaniu z innymi serialami w mediach strumieniowych w każdym kolejnym tygodniu WandaVision nie odnotował największej liczby minut oglądanych przy użyciu pomiarów Nielsen Media Research. Według firmy analitycznej TVision WandaVision był najchętniej oglądanym tytułem w styczniu 2021 roku u wszystkich głównych dostawców mediów strumieniowych i usługi wideo na życzenie w Stanach Zjednoczonych.

### Krytyka w mediach
Serial spotkał się z pozytywną reakcją krytyków. W serwisie Rotten Tomatoes 91% z 408 recenzji uznano za pozytywne, a średnia ocen wystawionych na ich podstawie wyniosła 7,85/10. Na portalu Metacritic średnia ważona ocen z 43 recenzji wyniosła 77 punktów na 100.
Krytycy otrzymali do ocenienia trzy pierwsze odcinki serialu przed jego premierą na Disney+. Rebecca Iannucci z TV Line stwierdziła, że „WandaVision nie przypomina niczego, co wyprodukował wcześniej Marvel – ale okazało się, że to bardzo dobrze”. Daniel Fienberg z „The Hollywood Reporter” stwierdził, że „jest coś twórczo odważnego w prezentowaniu postmodernistycznego podejścia do konwencji sitcomu publiczności oczekującej odlotowych kostiumów i eksplozji”. Caroline Framke z „Variety” oceniła, że „mimo ram komediowych żaden z odcinków nie jest szczególnie zabawny” i podkreśliła, że „WandaVision jest bardziej interesujący ze względu na swoje miejsce we franczyzie Marvela niż jako świetny serial sam w sobie”. Richard Roeper z „Chicago Sun-Times” napisał, że WandaVison „to pieczołowicie dopracowany, imponująco trafiony hołd dla ewolucji amerykańskiego sitcomu”. Helen O’Hara z „Empire Magazine” stwierdziła, że „są to profesjonalnie wyprodukowane i pięknie zagrane zwroty akcji z historii telewizji, a Olsen i Bettany mocno angażują się w tandetną komedię”.
W recenzji całości serialu Chancellor Agard z „Entertainment Weekly” ocenił, że „WandaVision w większości wykonał dobrą robotę, koncentrując się na własnej historii i nie nawiązując do przyszłych filmów i seriali telewizyjnych MCU. Niestety wraz z finałem wszystko się zmieniło”. Napisał również, że podobał mu się serial „głównie dlatego, że jego cele nie były tak epickie, jak wszyscy myśleliśmy”. Joshua Rivera z Polygon stwierdził, że „pierwszy serial telewizyjny Marvel Studios zaczął się jak coś innego i fajnego, angażując widzów w niedoskonałe postacie, umieszczając je w dziwnym, ale znajomym kontekście. Potem przeszedł w znajome rytmy filmu Marvel Studios”. Matt Purslow z IGN ocenił, że „pierwszy serial telewizyjny Marvela dla Disney+ jest prawdopodobnie najbardziej ryzykownym przedsięwzięciem. Przez większość trwania serii prawie pozbawiony akcji i niemożliwy do dopasowania do jakiegokolwiek konkretnego gatunku, WandaVision triumfuje pod względem koncentracji na postaci, przekonująco eksplorując uczucia i motywacje swoich bohaterów”, a Elizabeth Olsen i Paul Bettany „zapewniają fantastyczną ilość życia, dowcipu i emocji”. Zaki Hasan z „San Francisco Chronicle” stwierdził, że „WandaVision łączy spektakl i emocje w serialu, który przynosi uznanie zarówno własnemu formatowi, jak i franczyzie. Chociaż fantastyka sitcomu się skończyła, wraz z ujawnieniem zakresu kryjącej się za nią fabuły, pałeczka została przejęta przez kolejnych bohaterów Marvel Studios”. Alan Sepinwall z „Rolling Stone” stwierdził, że „WandaVision był wspaniały i sprytny w tym, jak wykorzystał formę narracyjną do pełnienia funkcji emocjonalnej, tak bardzo, że nawet rozczarowujący finał nie może tego odjąć”.
Radosław Krajewski z Gram.pl napisał, że WandaVision „to produkcja w wielu miejscach ocierająca się o doskonałość, niepozbawiona wciągającej i emocjonalnej historii, ale przede wszystkim niezapominająca o swojej bohaterce, która na przestrzeni dziewięciu odcinków sama musi zmierzyć się ze swoimi demonami i poznać zaskakującą prawdę o swojej naturze”. Mikołaj Lipkowski z Movies Room stwierdził, że serial „trzyma w napięciu do ostatniej chwili, ma wpadające w ucho czołówki i zostawia genialne zakończenie, które zaskoczy każdego”. Wojtek Smoła z IGN Polska ocenił, że „pierwszy serial należący do MCU jest niezwykle widowiskowy i bardzo przemyślany. Historia Wandy i Visiona idealnie wpasowuje się w stale rozwijający się komiksowy świat Marvela. Niestety, ilość wątków, o które zahacza przedstawiona fabuła zdaje się przerastać scenarzystów, w momencie, gdy serial zbliża się do końca. U części widzów może wystąpić uczucie braku satysfakcji, a jeszcze inni zrażą się dłużącym się wstępem”.

### Analizy

#### Teorie i spekulacje
Zagadkowe elementy serii i wiele wskazówek, które miały na celu wprowadzić w błąd, doprowadziły do wielu szeroko dyskutowanych teorii. Wśród mylących wskazówek była postać „Dottie” oraz elementy scenografii i efektów specjalnych. Analizowano również powtarzające się obrazy, takie jak sześciokąty. Obsadzenie Evana Petersa jako „Pietro Maximoffa” było szczególnie komentowane, a wielu fanów wierzyło, że jego rola była związana z multiwersum i wskazywała na crossover z serią filmów X-Men; pojawiły się również spekulacje, że w serialu pojawią się inni członkowie X-Men. Carlos Morales z IGN stwierdził, że było to niepotrzebne i „puste posunięcie, ponieważ jednocześnie rozmywa to, co powinno być ważnym wątkiem postaci, i zamienia to w cameo typu »ja go znam!«, a jednocześnie otwiera pole do spekulacji, które tak naprawdę nigdzie nie prowadzą”. Jac Schaeffer broniła tej decyzji, wyjaśniając, że nie miała być ona żartem, a jej celem była większa eksploracja żalu Wandy. Dodała, że użycie innego aktora „nie miałoby tego samego dreszczyku emocji, szaleństwa i pytań, i byłoby tak samo dezorientujące”. Daniel Gillespie z Screen Rant uznał obsadzenie Petersa sprytnym posunięciem, które pomogło wywołać dyskusję na temat serialu, która mogła nie mieć miejsca w przypadku obsadzenia roli innym aktorem. Adam B. Vary z Variety stwierdził, że był to dobry pomysł, ale zwrócił uwagę, że działał on tylko wtedy, kiedy widz wiedział, że Peters wcześniej wcielił się w postać Petera Maximoffa w filmach z serii X-Men.
Inne teorie, o których spekulowali fani i komentatorzy, objęły: inżyniera wspomnianego przez Monikę Rambeau, którym miałaby okazać się Reed Richards z Fantastycznej Czwórki; Benedict Cumberbatch powtarzający rolę Stephena Strange oraz Mephisto, który miałby okazać się tajemniczym złoczyńcą w serialu. Żadna z tych teorii się nie sprawdziła, choć później ujawniono, że na wczesnym etapie planowano, aby Cumberbatch wystąpił w serialu.

#### Żałoba, tęsknota i trauma
Terapeuta zajmująca się zagadnieniem traumy, Erin Qualey, oceniła, że WandaVision jest pozytywną reprezentacją złożonych problemów ze zdrowiem psychicznym w mediach, stwierdzając, że zgłębianie żalu Wandy Maximoff w serialu sprawiło, że „szybko stała się jedną z postaci z telewizji, z którą można się utożsamić” w erze COVID-19, w której wielu żyło z podobnymi problemami. Qualey dodała, że „badając, jak proces przyznawania się do słabości może stać się nieodłączną siłą, historia Wandy oznacza odświeżające, choć tymczasowe, odejście od zwykłej formuły komiksu” i cieszyła się, że serial bada wewnętrzne zmagania człowieka, z którymi ludzie mogą się utożsamić, zamiast polegać na katastrofalnym wydarzeniu lub walce ze złoczyńcami.
Candace Davison z PureWow początkowo uznała, że serial będzie naśladował sitcomy jako „tandetny serial o superbohaterach”, ale ostatecznie stwierdziła, że jest to „potężna alegoria przeżycia straty i ekstremalnej traumy, i pod pewnymi względami odzwierciedla to, jak my wszyscy radzimy sobie z pandemią”, oraz że rzeczywistość sitcomowa stworzona przez Wandę Maximoff była sposobem radzenia sobie z traumą. Gayle Sequeira z Film Companion zauważył również, że nostalgia sitcomów nie była jedynie sztuczką, zauważając, że serial pokazuje rodziców Maximoff używających sitcomów jako mechanizmu radzenia sobie z wojną w Sokowii, a Maximoff sama stosuje tę samą metodę.

### Nagrody i nominacje

#### 2021
| Ceremonia                                   | Kategoria | Nominowani | Rezultat  | Przypis         |
| ------------------------------------------- | --- | --- | --------- | --------------- |
| Nagrody Gildii Reżyserów Filmowych          | Najlepsze osiągnięcie reżyserskie w filmie telewizyjnym lub serialu limitowanym                              | Matt Shakman | Nominacja | [ 215 ]         |
| Nagrody Stowarzyszenia Operatorów Filmowych | Najlepszy operator filmowy w serialu telewizyjnym                                                            | Henry Tirl | Nominacja | [ 216 ]         |
| MTV Movie & TV Awards                       | Najlepszy program telewizyjny                                                                                | WandaVision | Wygrana   | [ 217 ]         |
| MTV Movie & TV Awards                       | Najlepsza rola telewizyjna                                                                                   | Elizabeth Olsen | Wygrana   | [ 217 ]         |
| MTV Movie & TV Awards                       | Najlepszy bohater                                                                                            | Teyonah Parris | Nominacja | [ 217 ]         |
| MTV Movie & TV Awards                       | Najlepszy czarny charakter                                                                                   | Kathryn Hahn | Wygrana   | [ 217 ]         |
| MTV Movie & TV Awards                       | Najlepsza scena walki                                                                                        | Elizabeth Olsen, Kathryn Hahn | Wygrana   | [ 217 ]         |
| MTV Movie & TV Awards                       | Najlepszy moment muzyczny                                                                                    | „Agatha All Along” | Nominacja | [ 217 ]         |
| Irish Film & Television Awards              | Najlepsze efekty specjalne                                                                                   | Ed Bruce, Jim O’Hagan | Nominacja | [ 218 ]         |
| MTV Millennial Awards                       | Zabójczy serial telewizyjny                                                                                  | WandaVision | Wygrana   | [ 219 ]         |
| Black Reel Awards                           | Najlepsza aktorka drugoplanowa w filmie telewizyjnym lub serialu limitowanym                                 | Teyonah Parris | Nominacja | [ 220 ]         |
| Gold Derby Television Awards                | Najlepszy serial limitowany                                                                                  | WandaVision | Wygrana   | [ 221 ]         |
| Gold Derby Television Awards                | Najlepsza aktorka w serialu limitowanym                                                                      | Elizabeth Olsen | Nominacja | [ 221 ]         |
| Gold Derby Television Awards                | Najlepszy aktor w serialu limitowanym                                                                        | Paul Bettany | Wygrana   | [ 221 ]         |
| Gold Derby Television Awards                | Najlepsza aktorka drugoplanowa w serialu limitowanym                                                         | Kathryn Hahn | Wygrana   | [ 221 ]         |
| Dorian Awards                               | Najlepsza rola w serialu telewizyjnym                                                                        | Elizabeth Olsen | Nominacja | [ 222 ]         |
| Dorian Awards                               | Najlepsza rola drugoplanowa w serialu telewizyjnym                                                           | Kathryn Hahn | Wygrana   | [ 222 ]         |
| Dorian Awards                               | Najlepszy muzyczny występ w serialu telewizyjnym                                                             | Kathryn Hahn – „Agatha All Along” | Wygrana   | [ 222 ]         |
| Dorian Awards                               | Najbardziej uderzający wizualnie serial telewizyjny                                                          | WandaVision | Wygrana   | [ 222 ]         |
| Dorian Awards                               | Najgorętszy serial telewizyjny                                                                               | WandaVision | Nominacja | [ 222 ]         |
| Hollywood Critics Association TV Awards     | Najlepszy serial limitowany, antologia lub film telewizyjny                                                  | WandaVision | Wygrana   | [ 223 ] [ 224 ] |
| Hollywood Critics Association TV Awards     | Najlepszy aktor w serialu limitowanym, antologii lub filmie telewizyjnym                                     | Paul Bettany | Nominacja | [ 223 ] [ 224 ] |
| Hollywood Critics Association TV Awards     | Najlepsza aktorka w serialu limitowanym, antologii lub filmie telewizyjnym                                   | Elizabeth Olsen | Nominacja | [ 223 ] [ 224 ] |
| Hollywood Critics Association TV Awards     | Najlepszy aktor drugoplanowy w serialu limitowanym, antologii lub filmie telewizyjnym                        | Randall Park | Nominacja | [ 223 ] [ 224 ] |
| Hollywood Critics Association TV Awards     | Najlepsza aktorka drugoplanowa w serialu limitowanym, antologii lub filmie telewizyjnym                      | Kat Dennings | Nominacja | [ 223 ] [ 224 ] |
| Hollywood Critics Association TV Awards     | Najlepsza aktorka drugoplanowa w serialu limitowanym, antologii lub filmie telewizyjnym                      | Kathryn Hahn | Wygrana   | [ 223 ] [ 224 ] |
| Hollywood Critics Association TV Awards     | Najlepsza aktorka drugoplanowa w serialu limitowanym, antologii lub filmie telewizyjnym                      | Teyonah Parris | Nominacja | [ 223 ] [ 224 ] |
| Dragon Awards                               | Najlepszy serial fantastycznonaukowy lub fantasy                                                             | WandaVision | Nominacja | [ 225 ]         |
| Primetime Creative Arts Emmy Awards         | Najlepszy dobór obsady serialu limitowanego, antologii lub filmu telewizyjnego                               | Sarah Halley Finn, Jason B. Stamey | Nominacja | [ 226 ]         |
| Primetime Creative Arts Emmy Awards         | Najlepsze kostiumy w produkcji fantastycznonaukowej lub fantasy                                              | Mayes C. Rubeo, Joseph Feltus, Daniel Selon, Virginia Burton (za odcinek „Nagrane przed publicznością na żywo”) | Wygrana   | [ 226 ]         |
| Primetime Creative Arts Emmy Awards         | Najlepsze fryzury pasujące do danej epoki i / lub postaci                                                    | Karen Bartek, Cindy Welles, Nikki Wright, Anna Quinn, Yvonne Kupka (za odcinek „Prosimy nie regulować odbiorników”) | Nominacja | [ 226 ]         |
| Primetime Creative Arts Emmy Awards         | Najlepsza charakteryzacja pasująca do danej epoki i / lub postaci (naturalna)                                | Tricia Sawyer, Vasilios Tanis, Jonah Levy, Regina Little (za odcinek „Nagrane przed publicznością na żywo”) | Nominacja | [ 226 ]         |
| Primetime Creative Arts Emmy Awards         | Najlepsza czołówka                                                                                           | John LePore, Doug Appleton, Nick Woythaler, Alex Rupert | Nominacja | [ 226 ]         |
| Primetime Creative Arts Emmy Awards         | Najlepsza kompozycja muzyczna w serialu limitowanym, antologii, filmie telewizyjnym lub programie specjalnym | Christophe Beck (za odcinek „Poprzednio”) | Nominacja | [ 226 ]         |
| Primetime Creative Arts Emmy Awards         | Najlepszy muzyczny motyw przewodni                                                                           | Kristen Anderson-Lopez, Robert Lopez | Nominacja | [ 226 ]         |
| Primetime Creative Arts Emmy Awards         | Najlepsza oryginalna muzyka i słowa                                                                          | Kristen Anderson-Lopez, Robert Lopez (za „Agatha All Along”) | Wygrana   | [ 226 ]         |
| Primetime Creative Arts Emmy Awards         | Najlepsze kierownictwo muzyczne –                                                                            | Dave Jordan, Shannon Murphy (za odcinek „Prosimy nie regulować odbiorników”) | Nominacja | [ 226 ]         |
| Primetime Creative Arts Emmy Awards         | Najlepszy montaż serialu limitowanego, antologii lub filmu telewizyjnego kręconego jedną kamerą              | Michael Webber, Nona Khodai, Tim Roche, Zene Baker (za odcinek „Odcinek finałowy”) | Nominacja | [ 226 ]         |
| Primetime Creative Arts Emmy Awards         | Najlepszy montaż serialu limitowanego, antologii lub filmu telewizyjnego kręconego jedną kamerą              | Nona Khodai (za odcinek „Odcinkek bardzo specjalny...”) | Nominacja | [ 226 ]         |
| Primetime Creative Arts Emmy Awards         | Najlepsza scenografia w półgodzinnym programie fabularnym                                                    | Mark Worthington, Kathy Orlando, Sharon Davis | Wygrana   | [ 226 ]         |
| Primetime Creative Arts Emmy Awards         | Najlepszy montaż dźwięku w serialu limitowanym, antologii lub filmie telewizyjnym                            | Anele Onyekwere, Chris Gridley, Fernand Bos, Greg J. Peterson, Gwendolyn Yates Whittle, James Spencer, Jonathan Borland, Jordan Myers, Kim Foscato, Luke Dunn Gielmuda, Richard Gould, Ronni Brown, Samson Neslund, Scott Guitteau, Shelley Roden, Steve Orlando (za odcinek „Odcinek finałowy”) | Nominacja | [ 226 ]         |
| Primetime Creative Arts Emmy Awards         | Najlepszy dźwięk w serialu limitowanym, antologii lub filmie telewizyjnym                                    | Casey Stone, Chris Giles, Danielle Dupre, Doc Kane (za odcinek „Odcinek finałowy”) | Nominacja | [ 226 ]         |
| Primetime Creative Arts Emmy Awards         | Najlepsze efekty specjalne w sezonie lub filmie telewizyjnym                                                 | Tara deMarco, James Alexander, Sarah Eim, Sandra Balej, David Allen, Marion Spates, Steve Moncur, Julien Hery, and Ryan Freer | Nominacja | [ 226 ]         |
| Primetime Emmy Awards                       | Najlepszy serial limitowany lub antologia                                                                    | Kevin Feige, Louis D'Esposito, Victoria Alonso, Matt Shakman, Jac Schaeffer, Mary Livanos, Trevor Waterson, Gretchen Enders, Chuck Hayward | Nominacja | [ 227 ]         |
| Primetime Emmy Awards                       | Najlepsza aktorka w serialu limitowanym, antologii lub filmie telewizyjnym                                   | Elizabeth Olsen | Nominacja | [ 227 ]         |
| Primetime Emmy Awards                       | Najlepszy aktor w serialu limitowanym, antologii lub filmie telewizyjnym                                     | Paul Bettany | Nominacja | [ 227 ]         |
| Primetime Emmy Awards                       | Najlepsza aktorka drugoplanowa w serialu limitowanym, antologii lub filmie telewizyjnym                      | Kathryn Hahn | Nominacja | [ 227 ]         |
| Primetime Emmy Awards                       | Najlepsza reżyseria serialu limitowanego, antologii lub filmu telewizyjnego                                  | Matt Shakman | Nominacja | [ 227 ]         |
| Primetime Emmy Awards                       | Najlepszy scenariusz serialu limitowanego, antologii lub filmu telewizyjnego                                 | Chuck Hayward, Peter Cameron (za odcinek „Odcinek halloweenowy!”) | Nominacja | [ 227 ]         |
| Primetime Emmy Awards                       | Najlepszy scenariusz serialu limitowanego, antologii lub filmu telewizyjnego                                 | Jac Schaeffer (za odcinek „Nagrane przed publicznością na żywo”) | Nominacja | [ 227 ]         |
| Primetime Emmy Awards                       | Najlepszy scenariusz serialu limitowanego, antologii lub filmu telewizyjnego                                 | Laura Donney (za odcinek „Poprzednio”) | Nominacja | [ 227 ]         |
| Harvey Awards                               | Najlepsza adaptacja komiksu lub opowieści graficznej                                                         | WandaVision | Wygrana   | [ 228 ]         |
| Hollywood Music in Media Awards             | Najlepsza ścieżka dźwiękowa w serialu telewizyjnym lub limitowanym                                           | Christophe Beck | Nominacja | [ 229 ]         |
| Hollywood Professional Association Awards   | Najlepsza gradacja koloru w produkcji epizodycznej                                                           | Matt Watson (za odcinek „Poprzednio”) | Wygrana   | [ 230 ]         |
| Hollywood Professional Association Awards   | Najlepsze efekty specjalne w produkcji epizodycznej                                                          | Marion Spates, Suzanne Foster, R. Matt Smith, Simon Twine, Frankie Stellato (za odcinek „Odcinek finałowy”) | Nominacja | [ 230 ]         |
| People’s Choice Awards                      | Ulubiony serial fantastycznonaukowy lub fantasy                                                              | WandaVision | Nominacja | [ 231 ]         |
| People’s Choice Awards                      | Ulubiony serial telewizyjny                                                                                  | WandaVision | Nominacja | [ 231 ]         |
| People’s Choice Awards                      | Ulubiona aktorka telewizyjna                                                                                 | Elizabeth Olsen | Nominacja | [ 231 ]         |
| People’s Choice Awards                      | Ulubiona aktorka telewizyjna                                                                                 | Kathryn Hahn | Nominacja | [ 231 ]         |

#### 2022
| Ceremonia                                          | Kategoria | Nominowani | Rezultat  | Przypis         |
| -------------------------------------------------- | --- | --- | --------- | --------------- |
| American Film Institute Awards                     | Najlepszy program telewizyjny | WandaVision | Wygrana   | [ 232 ]         |
| Golden Globe Awards                                | Najlepszy aktor w miniserialu lub filmie telewizyjnym                                                                                | Paul Bettany | Nominacja | [ 233 ]         |
| Golden Globe Awards                                | Najlepsza aktorka w miniserialu lub filmie telewizyjnym                                                                              | Elizabeth Olsen | Nominacja | [ 233 ]         |
| Golden Tomato Awards                               | Najlepszy serial telewizyjny | WandaVision | Wygrana   | [ 234 ]         |
| Golden Tomato Awards                               | Najlepszy serial limitowany | WandaVision | Wygrana   | [ 235 ]         |
| Golden Tomato Awards                               | Najlepszy serial o superbohaterach                                                                                                   | WandaVision | Wygrana   | [ 236 ]         |
| Nagrody Amerykańskiej Gildii Charakteryzatorów     | Najlepsze fryzury historyczne lub / i postaci w serialu telewizyjnym, serialu limitowanym, mini-serialu lub serialu w nowych mediach | Karen Bartek, Cindy Welles, Nikki Wright, Anna Quinn | Nominacja | [ 237 ]         |
| Nagrody Amerykańskiej Gildii Charakteryzatorów     | Najlepszy makijaż historyczny lub / i postaci w serialu telewizyjnym, serialu limitowanym, mini-serialu lub serialu w nowych mediach | Tricia Sawyer, Vasilios Tanis, Regina Little, Jonah Levy | Nominacja | [ 237 ]         |
| Nagrody Amerykańskiej Gildii Charakteryzatorów     | Najlepszy makijaż współczesny w serialu telewizyjnym, serialu limitowanym, mini-serialu lub serialu w nowych mediach                 | Tricia Sawyer, Vasilios Tanis | Nominacja | [ 237 ]         |
| USC Scripter Awards                                | Najlepszy scenariusz adaptowany | Jac Schaeffer (za odcinek „Nagrane przed publicznością na żywo”) | Nominacja | [ 238 ]         |
| Nagrody Amerykańskiej Gildii Scenografów           | Najlepsza scenografia w filmie telewizyjnym lub serialu limitowanym                                                                  | Mark Worthington (za odcinek „Poprzednio”) | Wygrana   | [ 239 ]         |
| VES Awards                                         | Najlepsza kompozycja i oświetlenie w odcinku serialu                                                                                 | David Zaretti, Bimpe Alliu, Michael Duong, Mark Pascoe | Nominacja | [ 240 ]         |
| VES Awards                                         | Najlepsze symulacje efektów w odcinku serialu lub reklamie                                                                           | Sylvian Nouveau, Hakim Harrouche, Omar Meradi, Lauren Meste | Nominacja | [ 240 ]         |
| Nagrody Amerykańskiej Gildii Kostiumologów         | Najlepsze kostiumy w serialu kostiumowym                                                                                             | Mayes C. Rubeo (za odcinek „Nagrane przed publicznością na żywo”) | Nominacja | [ 241 ]         |
| Golden Reel Awards                                 | Najlepszy montaż dźwięku w serialu limitowanym lub antologii                                                                         | Gwen Whittle, Kimberly Foscato, Steve Orlando, Scott Guitteau, Jon Borland, Samson Neslund, Richard Gould, Anele Onyekwere, James Spencer, Chris Gridley, Luke Dunn Gielmuda, Fernand Bos, Tom Kramer, Ronni Brown, Shelley Roden, John Roesch (za odcinek „Odcinek finałowy”) | Nominacja | [ 242 ]         |
| Critics’ Choice Television Awards                  | Najlepszy serial limitowany | WandaVision | Nominacja | [ 243 ]         |
| Critics’ Choice Television Awards                  | Najlepszy aktor w filmie telewizyjnym lub serialu limitowanym                                                                        | Paul Bettany | Nominacja | [ 243 ]         |
| Critics’ Choice Television Awards                  | Najlepsza aktorka w filmie telewizyjnym lub serialu limitowanym                                                                      | Elizabeth Olsen | Nominacja | [ 243 ]         |
| Critics’ Choice Television Awards                  | Najlepsza aktorka drugoplanowa w filmie telewizyjnym lub serialu limitowanym                                                         | Kathryn Hahn | Nominacja | [ 243 ]         |
| Critics’ Choice Super Awards                       | Najlepszy serial o superbohaterach                                                                                                   | WandaVision | Wygrana   | [ 244 ] [ 245 ] |
| Critics’ Choice Super Awards                       | Najlepszy aktor w serialu o superbohaterach                                                                                          | Paul Bettany | Nominacja | [ 244 ] [ 245 ] |
| Critics’ Choice Super Awards                       | Najlepsza aktorka w serialu o superbohaterach                                                                                        | Elizabeth Olsen | Wygrana   | [ 244 ] [ 245 ] |
| Critics’ Choice Super Awards                       | Najlepsza aktorka w serialu o superbohaterach                                                                                        | Kathryn Hahn | Nominacja | [ 244 ] [ 245 ] |
| Critics’ Choice Super Awards                       | Najlepszy czarny charakter w serialu telewizyjnym                                                                                    | Kathryn Hahn | Wygrana   | [ 244 ] [ 245 ] |
| Satellite Awards                                   | Najlepszy serial telewizyjny | WandaVision | Nominacja | [ 246 ]         |
| Satellite Awards                                   | Najlepszy aktor w serialu telewizyjnym – musical lub komedia                                                                         | Paul Bettany | Nominacja | [ 246 ]         |
| Nagrody Amerykańskiej Gildii Producentów Filmowych | Nagroda im. Davida L. Wolpera dla najlepszego producenta pełnometrażowego serialu limitowanego                                       | WandaVision | Nominacja | [ 247 ]         |
| Nagrody Amerykańskiej Gildii Scenarzystów          | Najlepszy adaptowany scenariusz pełnego metrażu                                                                                      | Bobak Esfarjani, Cameron Squires, Chuck Hayward, Jac Schaeffer, Laura Donney, Mackenzie Dohr, Megan McDonnell, Peter Cameron | Nominacja | [ 248 ]         |
| Grammy Awards                                      | Najlepsza piosenka napisana specjalnie dla formy wizualnej                                                                           | Kristen Anderson-Lopez, Robert Lopez (za „Agatha All Along”) | Nominacja | [ 249 ]         |
| Kids’ Choice Awards                                | Ulubiony telewizyjny serial familinjny                                                                                               | WandaVision | Nominacja | [ 250 ]         |
| Kids’ Choice Awards                                | Ulubiona aktorka w telewizyjnym serialu familijnym                                                                                   | Elizabeth Olsen | Nominacja | [ 250 ]         |
| Saturn Awards                                      | Najlepszy serial fantasy w mediach strumieniowych                                                                                    | WandaVision | Nominacja | [ 251 ]         |
| Saturn Awards                                      | Najlepsza aktorka w serialu dla mediów strumieniowych                                                                                | Elizabeth Olsen | Nominacja | [ 251 ]         |
| Saturn Awards                                      | Najlepsza aktorka drugoplanowa w serialu dla mediów strumieniowych                                                                   | Kathryn Hahn | Nominacja | [ 251 ]         |

## Spin-offy
W październiku 2021 roku pojawiły się doniesienia, że Marvel Studios przygotowuje spin-off serialu, w którym główną rolę ma powtórzyć Kathryn Hahn jako Agatha Harkness, a twórczynią serialu i główną scenarzystką ma być Jac Schaeffer. W listopadzie studio oficjalnie potwierdziło te informacje zapowiadając serial zatytułowany Agatha: House of Harkness. W lipcu 2022 roku tytuł został zmieniony na Agatha: Coven of Chaos, a we wrześniu na Agatha: Darkhold Diares. W marcu 2024 roku podano nowy tytuł serialu – Agatha. Natomiast w maju ujawniono ostateczny tytuł jako To zawsze Agatha.
W październiku 2022 roku poinformowano, że planowany jest kolejny spin-off zatytułowany Vision Quest, który ma opowiadać historię białego Visiona. Twórczynią i główną scenarzystką została również Schaeffer, a Paul Bettany powróci jako Vision.